# Нижньогородський кремль
Нижньогородський кремль (рос. Нижегородский кремль) — кремль у Росії, розташований у центрі Нижнього Новгорода. Розташований у місці злиття річок Волги та Оки. Збудований на початку XVI ст. як фортеця Московії проти Казанського ханства. Складається із 2-кілометрового муру і 13-ти веж. Втратив військове значення наприкінці XVII ст. Сформував історичний центр міста. Офіційна резиденція губернатора Нижньогородської області і мера Нижнього Новгорода.

## Історія

### Заснування

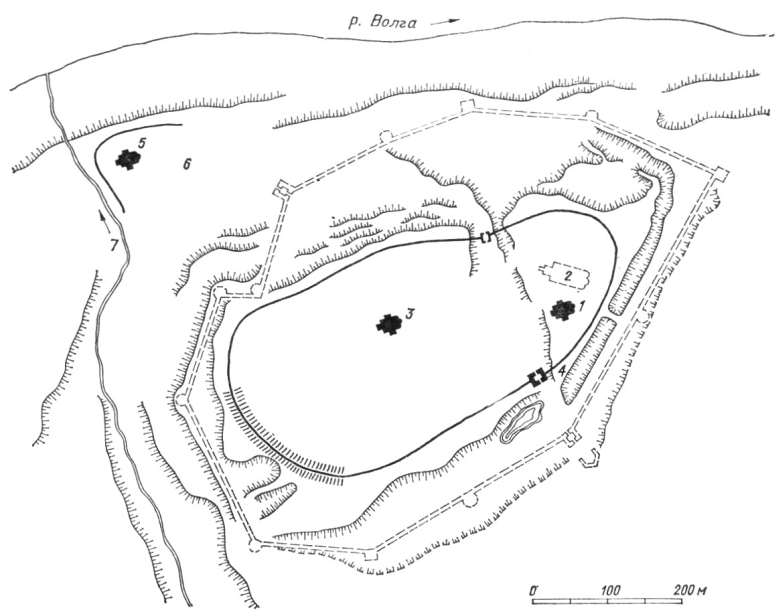
План Нижньогородського дитинця XIII—XIV ст.

За свідченнями літопису, в 1221 році володимирський князь Юрій Всеволодович заснував Нижній Новгород. Місто захищали дерев'яно-земляні укріплення. 1374 року володимирський Дмитро Костянтинович перебудував їх і заклав білокам'яний кремль.
У часи правління московського царя Івана III розпочали будівництво Нижньогородського кремля. Нова фортеця мала стати оплотом москвинів у війнах із Казанським ханством.
Початком будівництва вважають 1500 рік — закладку вежі у верхній частині міста — Тверській (нині Комора). Спорудження велося під керівництвом присланого з Москви італійського архітектора П'єтро Франческо (Петра Фрязіна). Роботи перервав набіг орди хана Мухаммед-Еміна в 1505 році. Будівництво відновили 1508 року, а завершили десь після 1516. Старий дубовий кремль згорів в 1513 році.
У 1521, 1536, 1574 роках татари нападали на кремль, але не могли його здобути. До 1697 кремль втратив військове значення.

### Фортифікація та озброєння

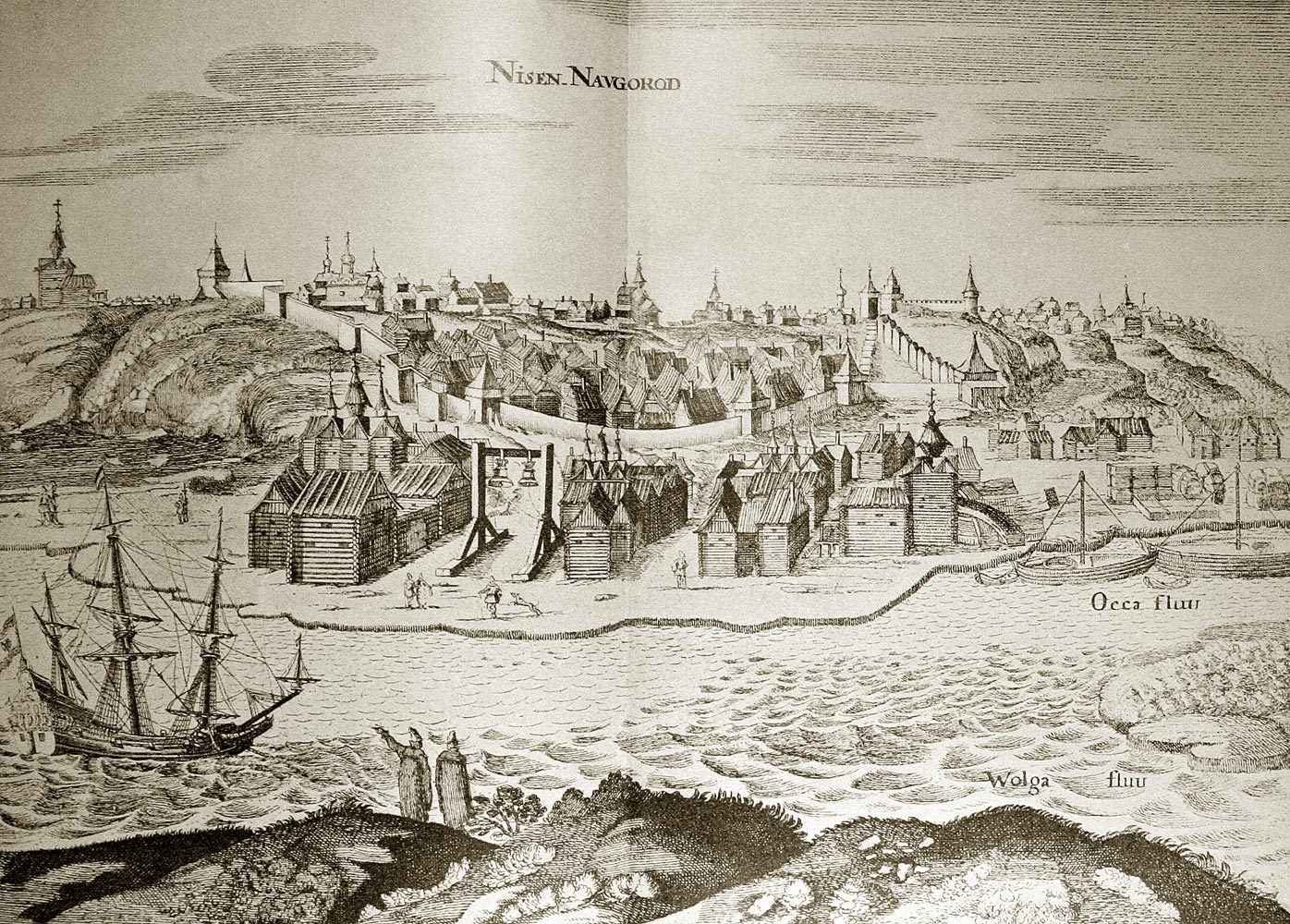
Корабель «Фредерік» біля Нижнього Новгорода. 1636.

Двокілометровий мур мав 13 веж: 5 — прямокутних у плані — є проїзними або ворітними та 8 веж — круглі глухі. Перед Дмитрівською вежею було виносне укріплення —  кам'яний міст з відвідною вежею, що було новинкою в російській замковій архітектурі.
З нагірної сторони кремль був оточений так званим «сухим ровом» глибиною від 2,5 до 4 м і шириною приблизно 25-30 м. Припускають, що рів міг мати окремі поглиблені ділянки, заповнені ґрунтовими водами. Це стосується району Дмитрівської вежі. Але в «Писцевій книзі» 1622 говориться про копання рову глибиною 1 сажень (близько 2,5 м) і шириною близько 4 сажнів (10 м) навпроти всій лінії стін у верхній частині. У всякому разі, це може бути рів в рові (кювет), оскільки сухого рову виявилося недостатньо. У цьому новому рову і могла стояти ґрунтова вода. А в сухому рові води бут, оскільки вежі були занурені в нього на цілий ярус (нині вздовж засипаного рову проходить вулиця Зеленський з'їзд). Бійниці цього рівня, разом з бійницями в додаткових бічних казематах прясел (стін), являли собою нижній або підошовний бій. (У XVII ст. рів з'явився й у Подгорній частині — на невеликій ділянці перед Іванівською вежею).
«Кам'яне місто» мало постійний гарнізон. Про артилерію кремля в XVI ст. нічого не відомо. Хоча будова фортеці дозволяла при необхідності збільшити артилерію в декілька разів, в XVII ст. артилерійське озброєння Нижньогородського кремля було порівняно невелике, позаяк після взяття Росією Казані в 1552 році його військово-оборонне значення значно знизилося. В 1621 р. у кремлі було 22 гармати, в 1663 р. — 20, в 1619 р. — 19. Велика частина його гармат це малокаліберні затинні (тобто фортечні) «пищалі малого наряду» — волконі й набагато менше було пищалей середнього та великого калібру. Були також поодинокі тюф'яки, що стріляли дробом. Більшість гармат було мідними та лише кілька — із заліза. Частина гармат стояла на підставках — «собаках», частина — на колісних лафетах. Крім артилерії в обороні, звичайно, застосовувалося і ручна вогнепальна зброя, наприклад пищали-гаківниці (фортечні рушниці), а в підвалах веж зберігалася, разом з запасом пороху, холодна зброя.

### Російська імперія

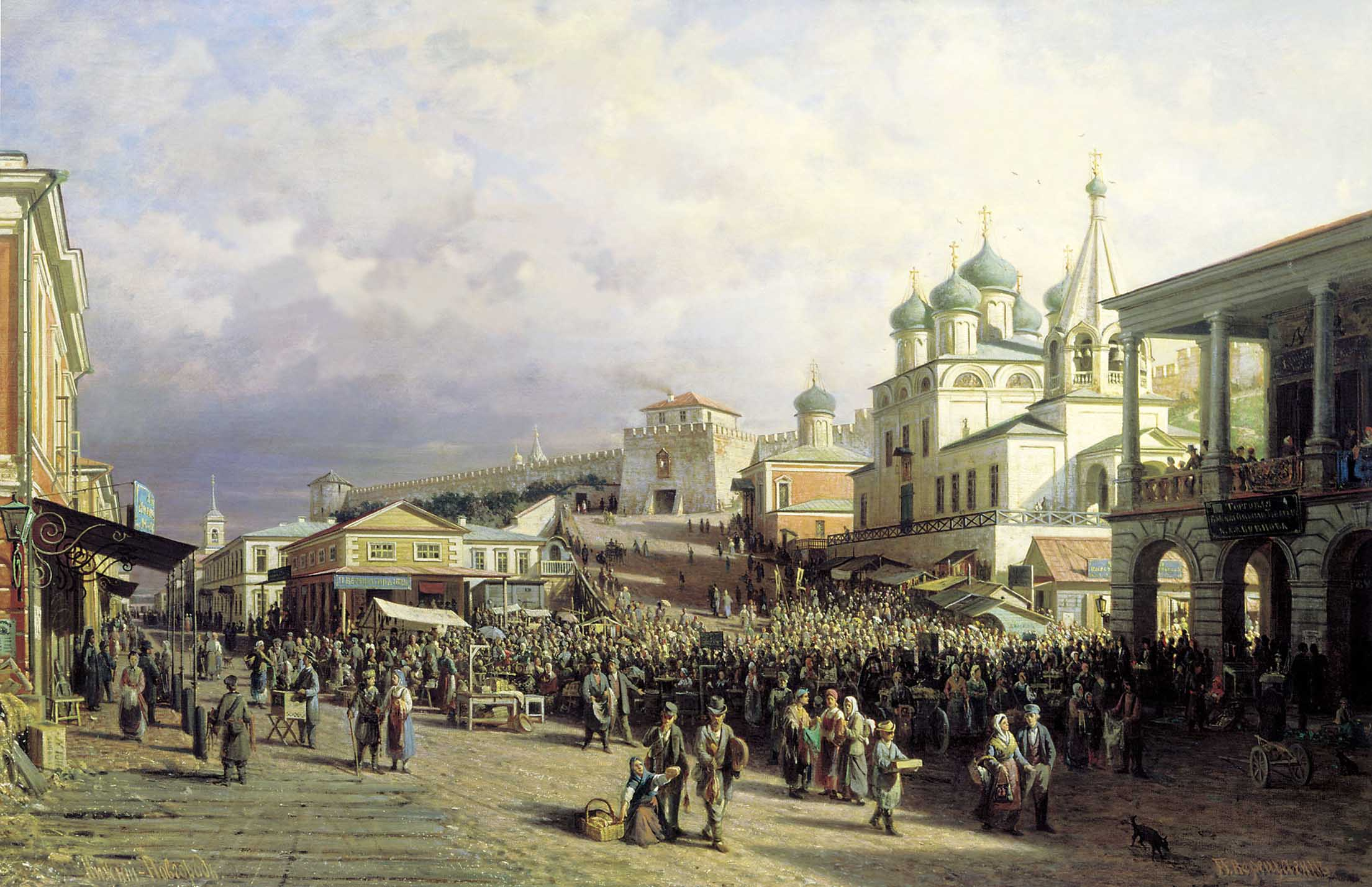
Посад (базар) і Іванівська вежа кремля (В. Верещагін, 1872).

У січні 1714 року російський цар Петро I створив Нижньогородську губернію. Нижньогородський кремль став її адміністративним центром.
В 1785—1790 роках, за Катерини II, кремль відремонтували. Була розібрана покрівля, що лежала на зубцях муру, а самі зубці були вкорочені більш ніж наполовину. Після зняття покрівлі, під впливом атмосферних опадів, кладка кремлівської муру стала поступово руйнуватися. Були розібрані виносні укріплення головної вежі, а в 1834—1837 рр. був засипаний рів, що знизило висоту кремля приблизно на 4 м. При цьому нижні яруси веж опинилися під землею, що призвело до затоплювання їх ґрунтовими водами та поступового руйнування. Тоді ж весь Кремль був побілений, а його дах перефарбований в червоний колір.
Довгий час за Кремлем не було належного догляду. Коли розпочалася французько-російська війна 1812 року, від його стін вирушило Нижньогородське ополчення. У цей час кремль не був оборонною спорудою, проте в 1894 році було розпочато реконструкцію Дмитрівської вежі. Автором проєкту і керівником реконструкції став архітектор Микола Султанов. Йому було доручено переробити її під художньо-історичний музей. Для цього потрібно було повернути вежі її провідне становище в кремлі. Музей був відкритий в 1896 році. Дмитрівська вежа при цьому знову сильно змінилася, придбавши невластивий Нижньогородському кремлю вигляд. На верхівці даху був поміщений двоголовий орел — герб Російської імперії. Весь кремль знову був цілком побілений.
Для того, щоб потрапити в кремль, з боку Різдвяної вулиці в 1896 році був побудований фунікулер. З його допомогою відвідувачі підіймалися від Скоби на територію фортеці. Але прожив він відносно недовго. В 1926 році фунікулер закрили, бо була побудована трамвайна лінія вздовж Зеленського узвозу, що сполучила Різдвяну вулицю і Велику Покровську.

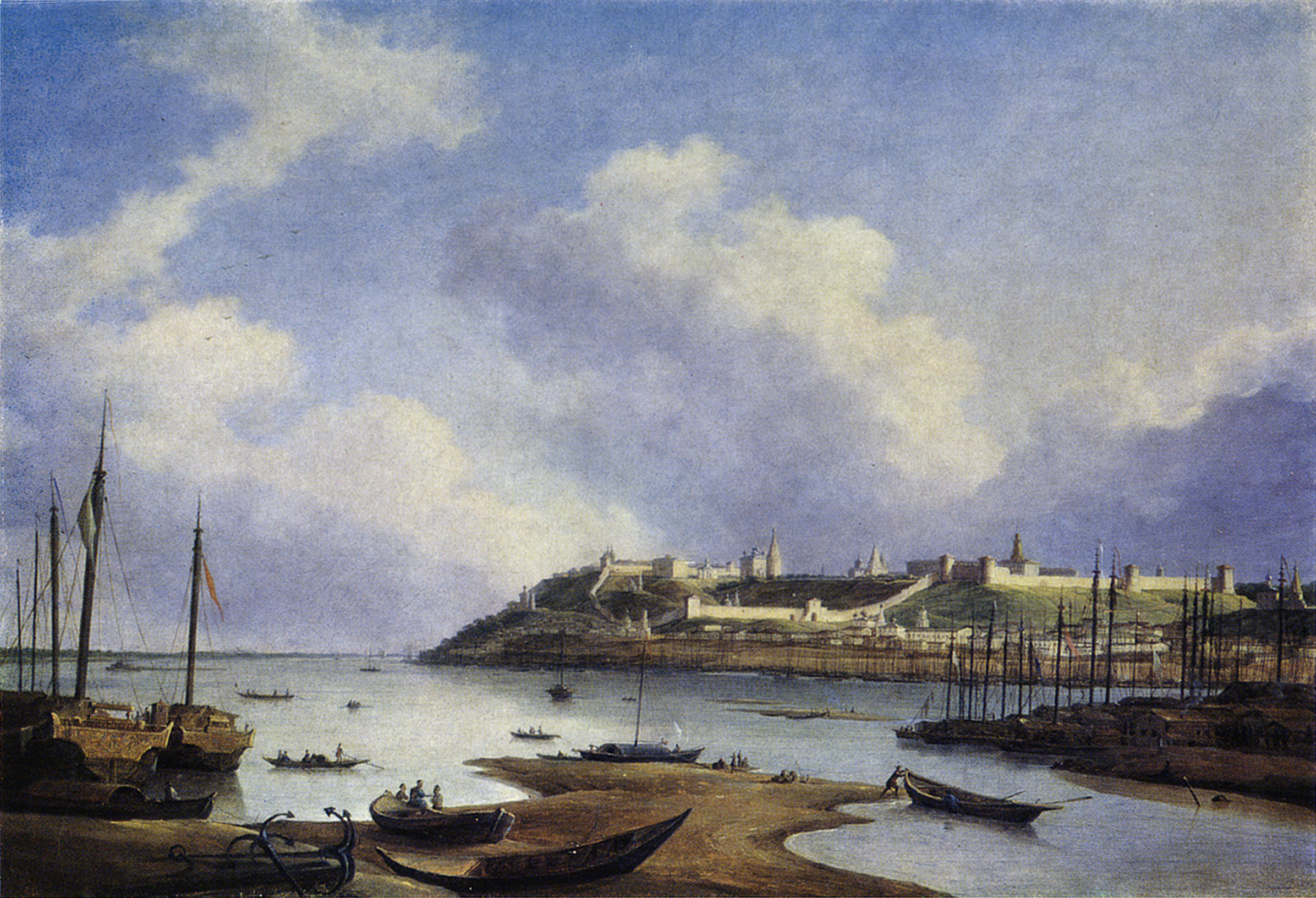
Вид на Нагірну частину і вибілені Кремль
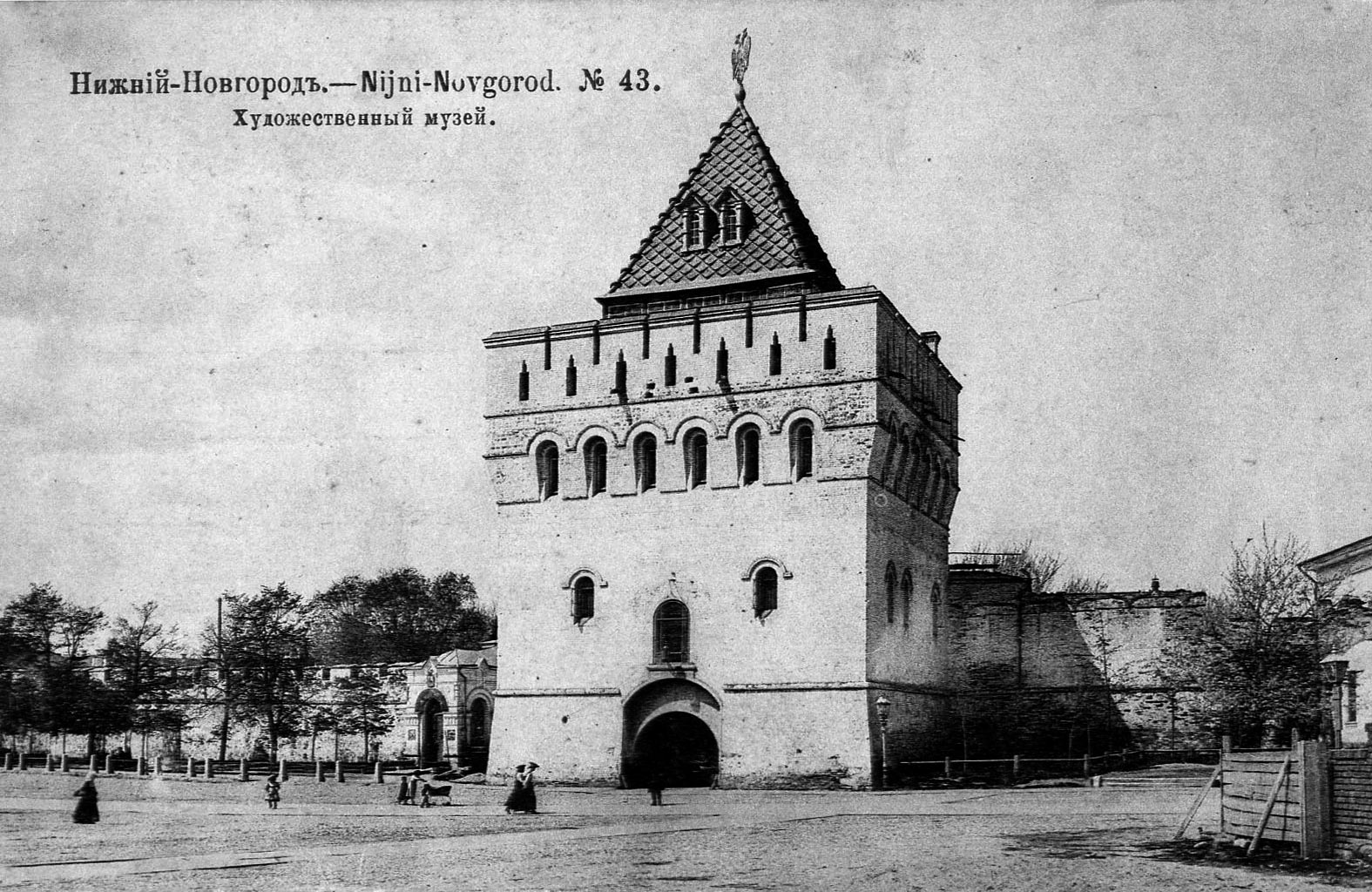
Дмитрівська вежа Кремля в 1913 році
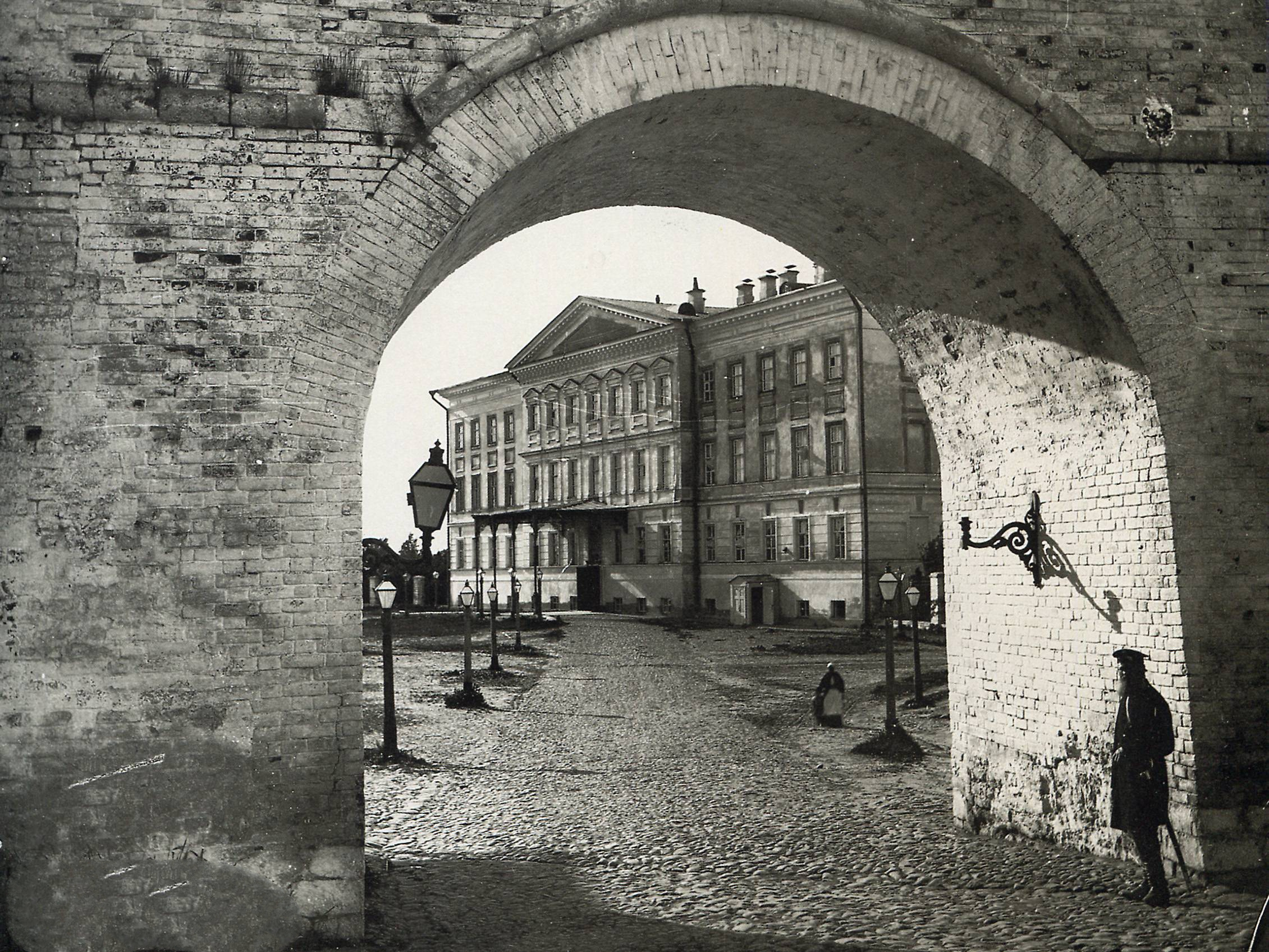
Губернаторський будинок в Кремлі, 1910
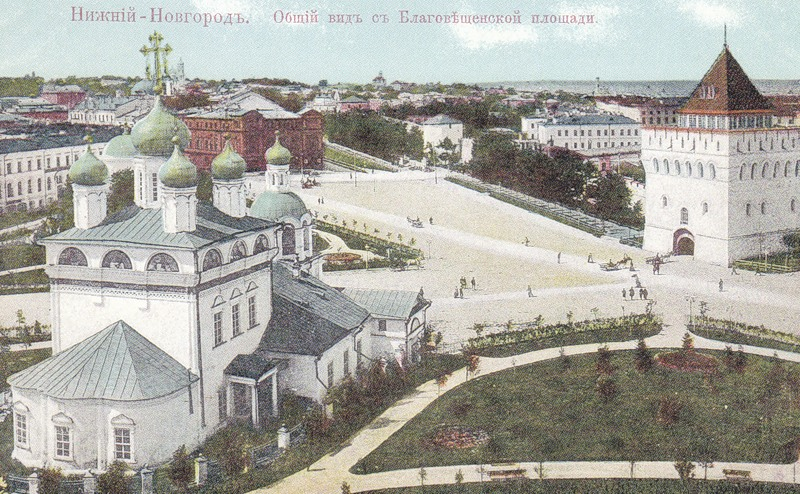
Вид на Нижегородський кремль і Благовіщенську площу

### Радянський період
З приходом до влади більшовиків у Нижньогородському кремлі відбулися значні зміни. Він знову був перефарбований в червоний колір, а дахи на вежах стали зеленими. Також з Дмитрівської вежі був знятий двоголовий орел; замість нього нова радянська влада повісила прапор СРСР. Потім сумна доля спіткала територію Кремля: більшовики знесли кафедральний Спасо-Преображенський собор і побудували на його місці Будинок рад. Всі експонати з Художнього музею (Дмитрівської вежі) були вивезені та розподілені в музеях по місту, а деякі й просто знищені, як ознака колишньої влади.
У 1935—1937 роках над Кремлем нависла нова загроза. Влада вирішила розширити Радянську площу. А для цього необхідно було знести частину стіни та 3 вежі кремля: Комору, Дмитрівську і Порохову. За проєктом ленінградського інституту «ДІПроМіст» площа повинна була проходити через кремлівську територію до Будинку Рад. Кремль же сприймався в ті роки як «пам'ятник жадібного феодалізму і царського самодержавства, свідок страшних сторінок кривавого минулого».
Але почалася Друга світова війна, яка перешкодила здійсненню цього плану. 22 червня 1941 в Кремлі відбулося засідання Горьківського обкому. На Радянській площі в той день пройшов багатотисячний мітинг, на якому виступив голова ВКП (б) і звернувся до жителів із закликом стати на захист Батьківщини від німецько-фашистських загарбників. Пізніше біля стін Кремля зібралася Горьківска дивізія і відправилася на фронт.
Кремль зайняв в той час значне місце в обороні Горького. Під час війни покрівлі Тайницкой, Північної та Часової веж були розібрані і на верхніх майданчиках встановлено зенітні кулемети. Так фортеця захищала повітряний простір міста від німецько-фашистських Люфтваффе. Нацистські льотчики намагалися бомбити Канавінський міст, але зустрічали кремлівський зенітний вогонь на підльоті до нього.
Після закінчення війни біля стін Кремля, на площі Мініна і Пожарського (перейменована площа Радянська, до революції – Благовіщенська), пройшов грандіозний Парад Перемоги, що завершився великим салютом.
30 січня 1949 випущено розпорядження Ради Міністрів РРФСР про реставрацію Нижньогородського кремля. Реставрація, якою керував Святослав Агафонов, тривала до 1981 року: були пдоведені до ладу всі збережені стіни та вежі, на них (крім Дмитрівської) відтворені дерев'яні намети, заново відбудована Борисоглібська вежа, раніше зруйнована зсувом. У наступний час все обмежувалося лише ділянками переоблицьованої кладки.
З 1973 року відзначається початок практики передачі приміщень фортеці під комерційні об'єкти (дегустаційний зал в Комори вежі). 8 травня 1975 в Кремлі була урочисто відкрита виставка «горьківчани — фронту», присвячена пам'яті трудових подвигів горьківчан в роки Великої Вітчизняної війни. У 1979 році Горьківський міськвиконком ухвалив рішення:

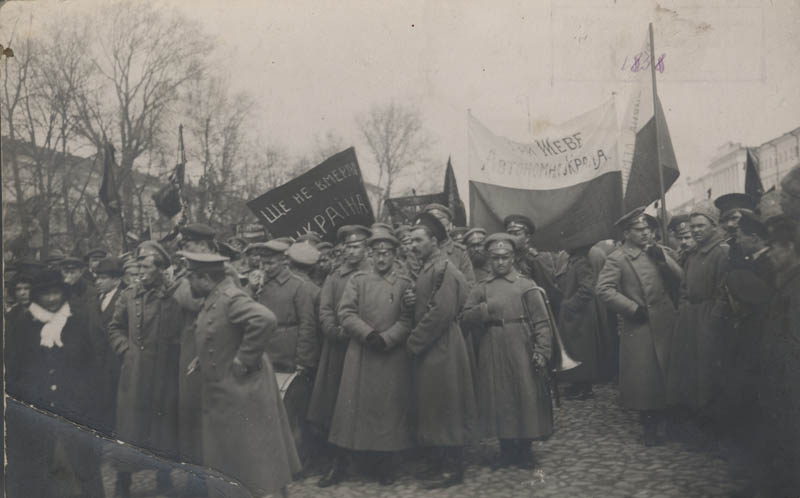
Мітинг народів Малоросії біля стін Кремля. 1917
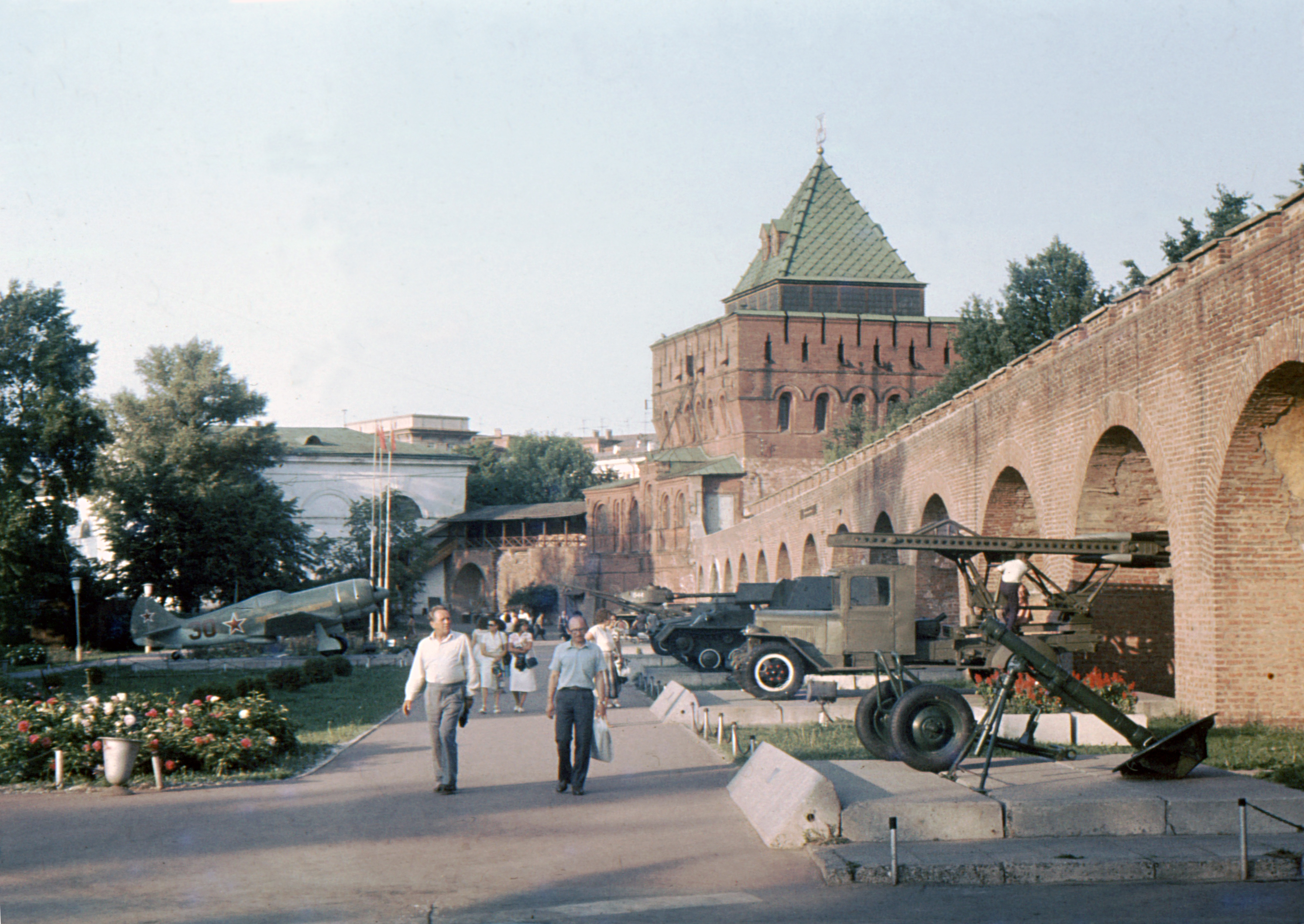
Меморіал «горьковчане - фронту»
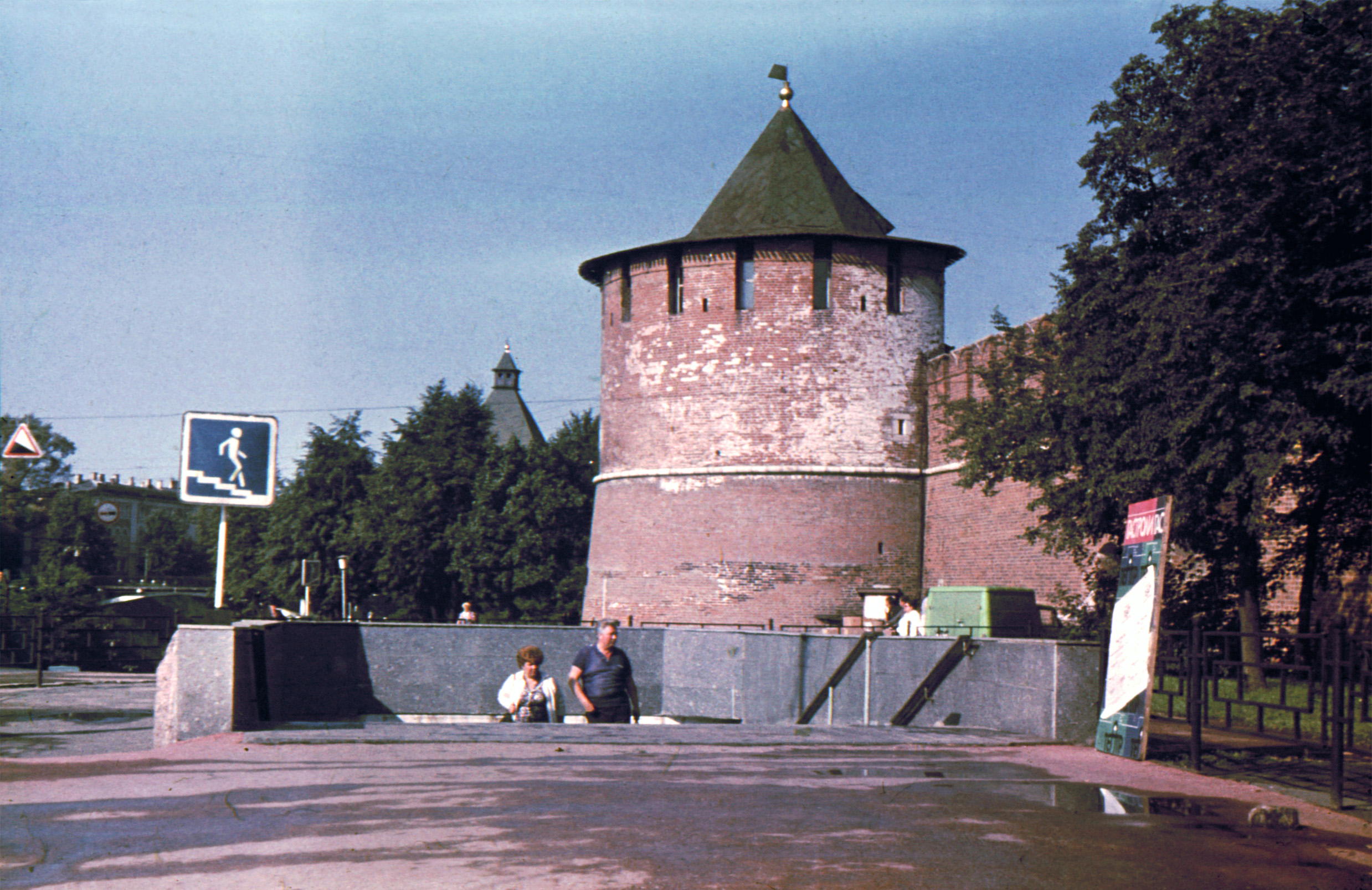
Комора вежа кремля
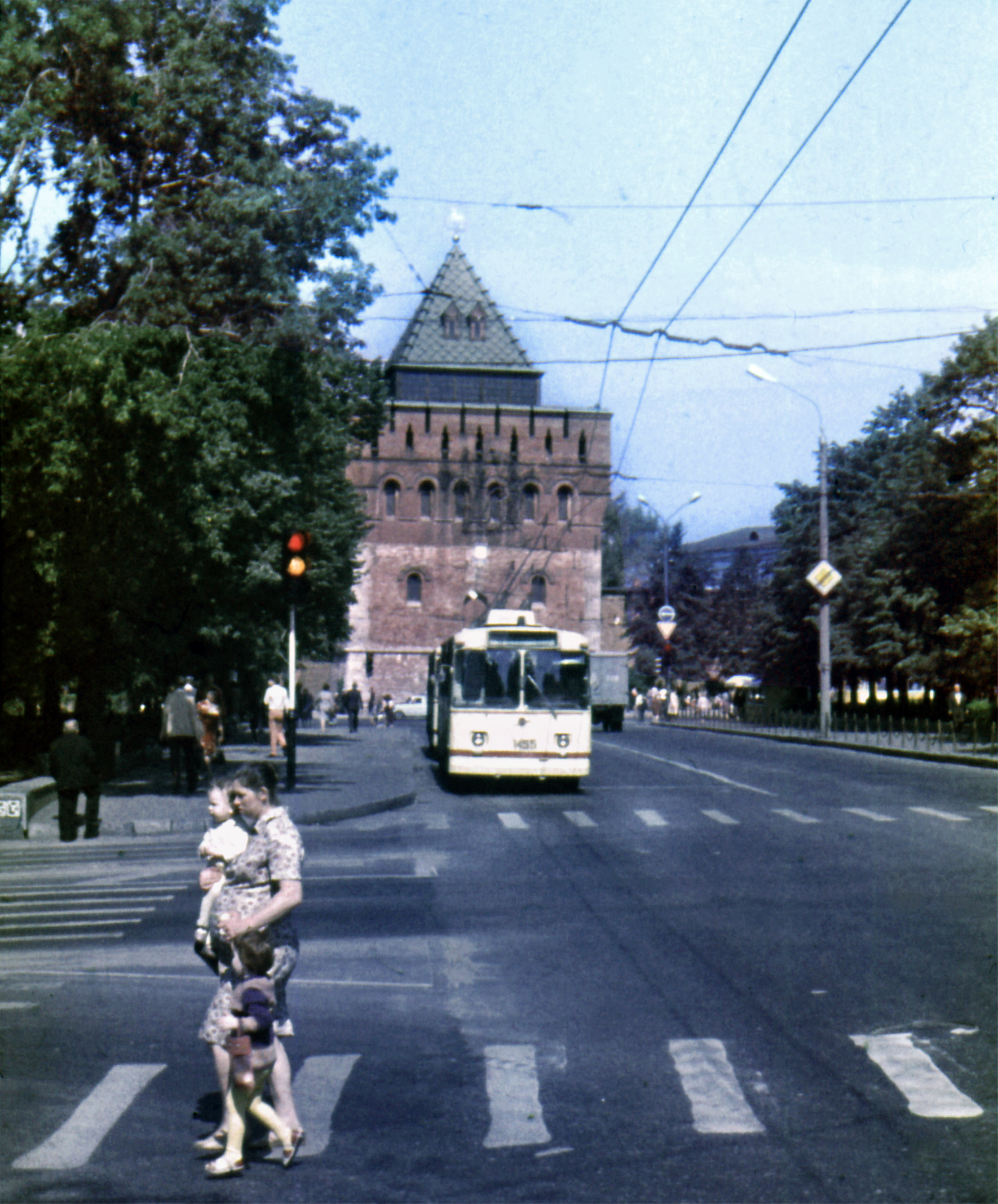
Площа Мініна і Пожарського

### Сучасність
Після розпаду Радянського Союзу в 1991 році, реставраційні роботи взагалі припинилися. Близько 2005 стіна Кремля в декількох місцях дала небезпечні тріщини. Крім того, у багатьох місцях цегляна кладка обсипається, покривається мохом і лишайником. З 2005 року в Кремлі поновилися реставраційні роботи. При цьому не все було зроблено на належному рівні. Є приклади інтенсивних перероблень, які суттєво спотворили вигляд фортеці.
Використання фортифікації, як екскурсійного об'єкта в останні десятиліття також тільки погіршувалося. Це є наслідком її нецільового використання та віддачі веж стороннім організаціям. У багатьох нішах кремлівської стіни під виглядом організації «Міста майстрів» були обладнані торгові павільйони для продажу сувенірів. Сувенірні крамниці також знаходяться в проїзді Дмитрівської вежі та в інших найнесподіваніших місцях. У переобладнаних Комори вежі та в нішах близько Дмитрівської вежі діють заклади харчування. Микільська вежа довгий час була центром збору різних неформальних угруповань, внаслідок чого виявилася сильно знівеченої написами і діями вандалів.
У 2012 році було здійснено відтворення Зачатівської вежі, після якого кільце кремлівських стін стало замкнутим. Разом з тим, на території Кремля, на місці археологічних розкопок (які могли бути музеєфіковані) поряд з наявними Законодавчими зборами Нижньогородської області, будується ще одна урядова будівля.

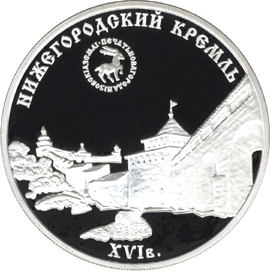
Нижньогородський кремль (XVI ст.) - Срібна пам'ятна монета Банку Росії
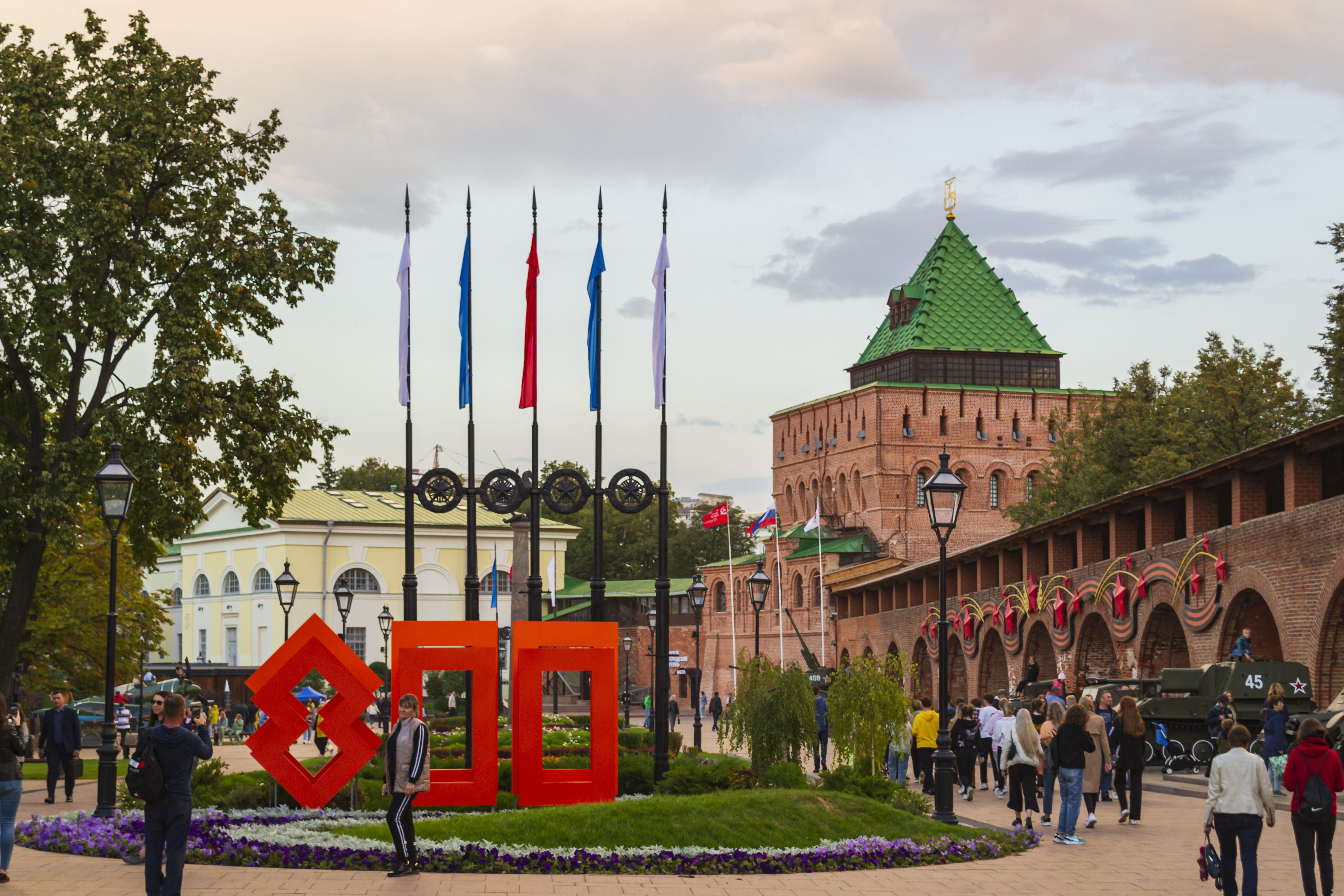
Меморіал «горьковчане - фронту»
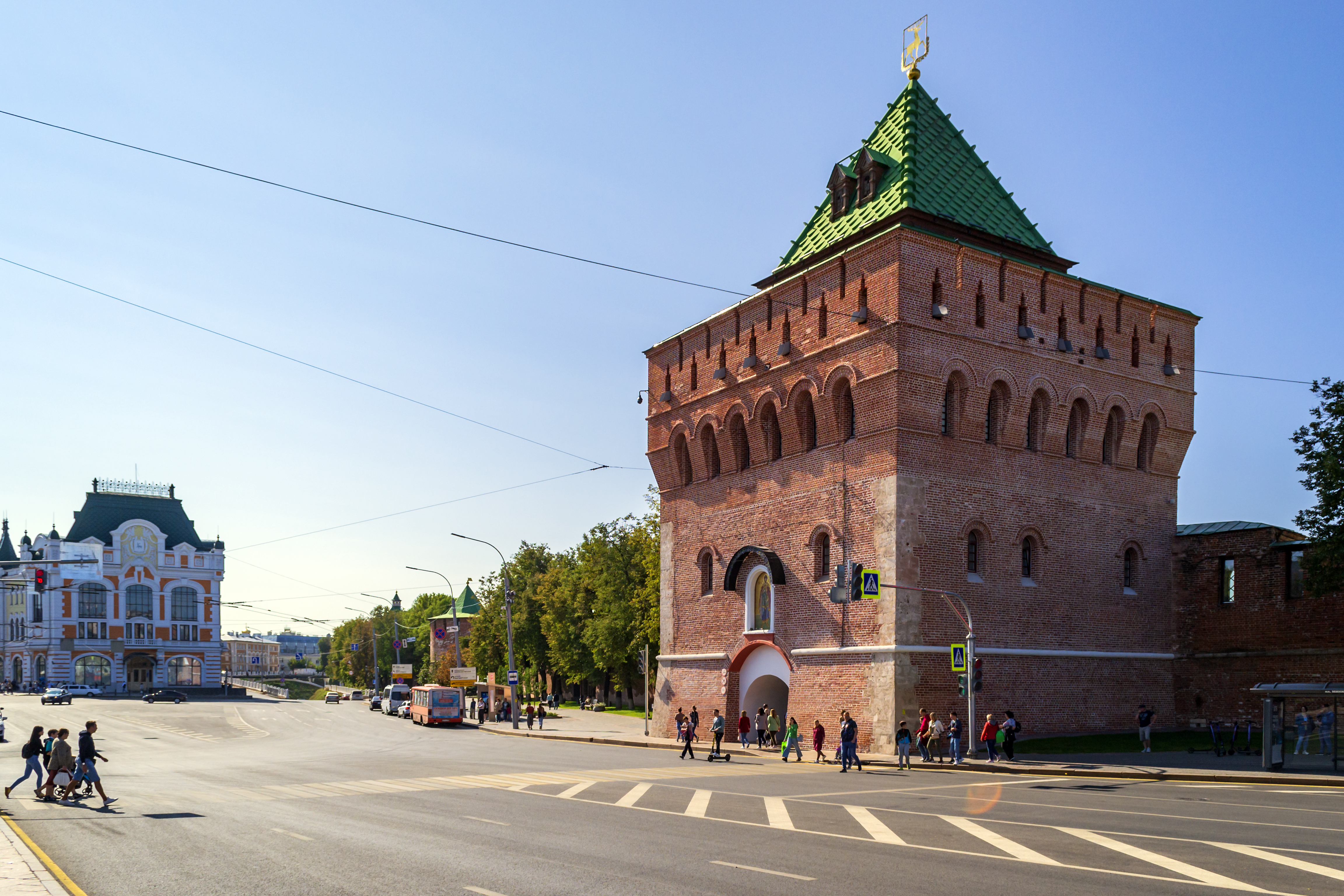
Площа Мініна і Пожарського
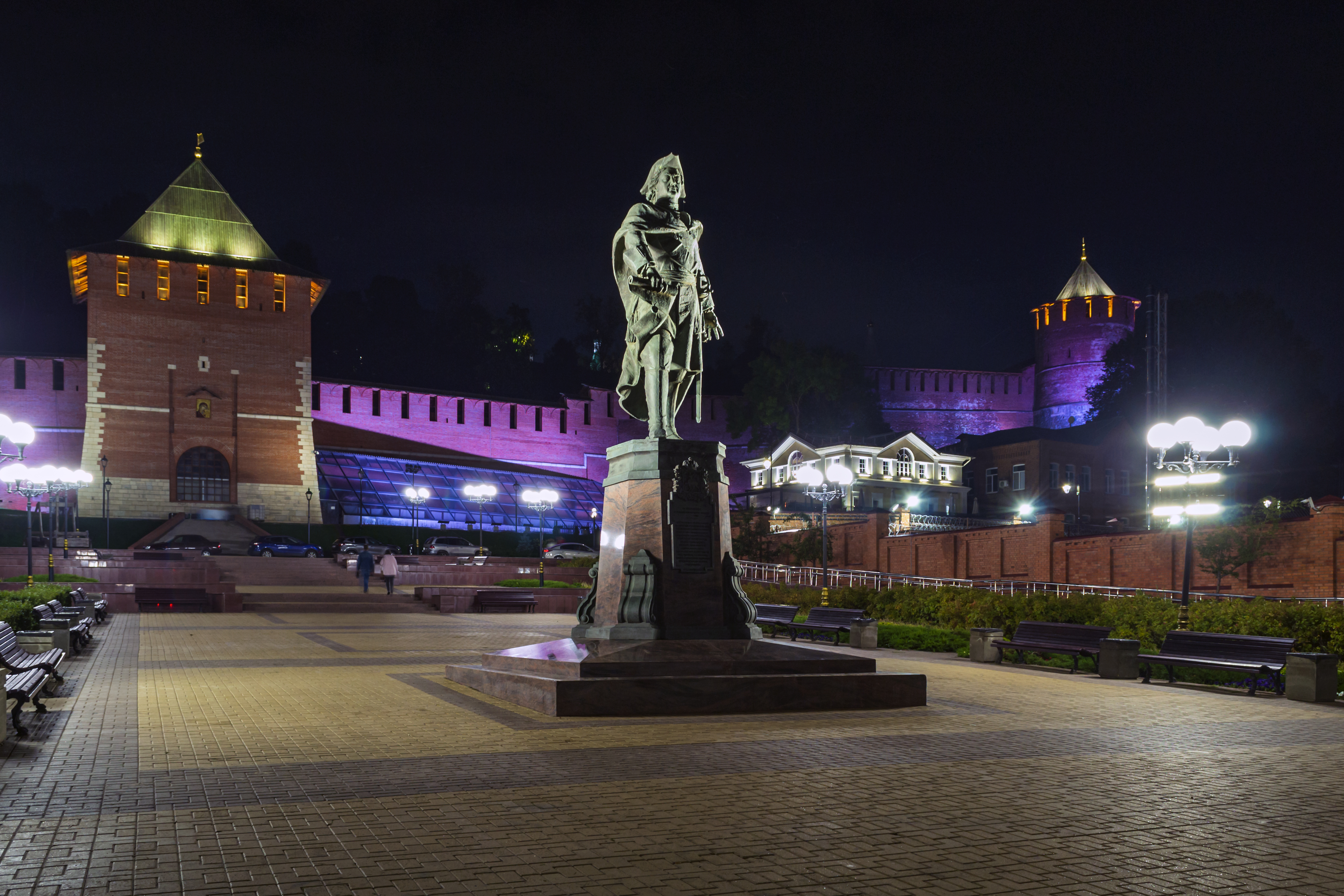
Зачатівська вежа та пам'ятник Петру I

## Легенди
Примітна одна з легенд, пов'язана з назвою однієї з веж — Коромисла. У 1520 році астраханські татари на чолі з Саїд Гіреєм обложили місто. Татари намагалися хитрістю заволодіти кремлем і вночі підібралися до його стін. А рано вранці одна з нижньогородських жінок пішла по воду. Побачивши татар, вона прийняла нерівний бій з ними та забила коромислом 10 з них, поки комусь з них не вдалося вбити її ударом шаблі. Татари задумалися: які ж тут воїни, якщо дівиці у них так відважні. І потихеньку забралися від нижньогородських стін.
За іншою легендою, будівництво кремля почалося саме з цієї вежі. Для посилення будови було заведено закласти живу істоту, яка перша прийде на це місце, в основу вежі. Прийшла дівчина з відрами на коромислі, що йшла за водою на річку Почайну. Її  зарили разом з відрами та коромислом. Проте, існують й інші легенди щодо назви вежі. Такі перекази нерідкі не тільки в Європі, але і в Нижньогородській області. Однак, інший нижньогородський переказ свідчить, що будівельники нібито пошкодували дівчину і замість неї зарили бабку («комаха коромисло»), щоб дотримати стародавній звичай.

## Архітектура

### Вежі Кремля

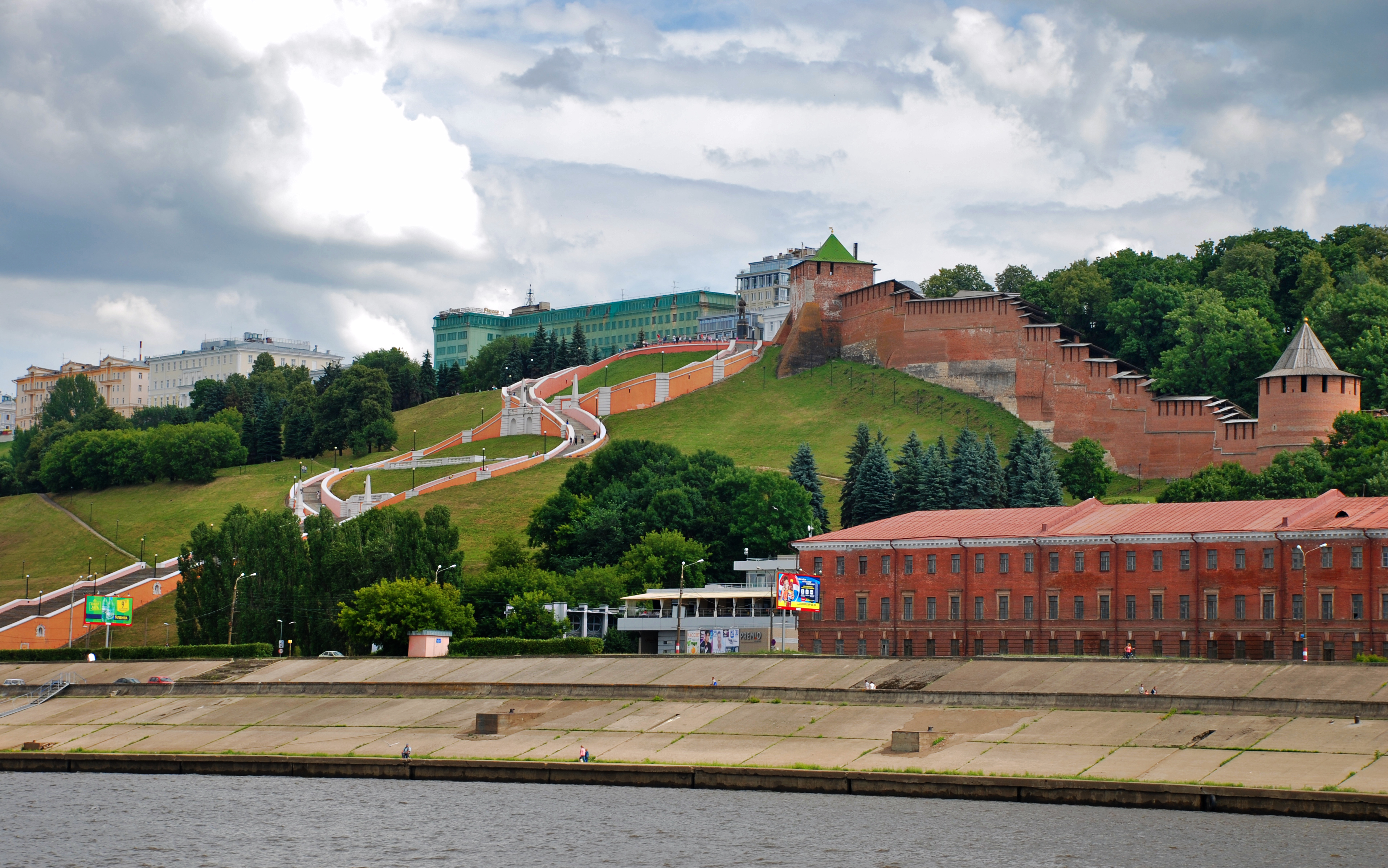
Георгіївська і Борисоглібська вежі

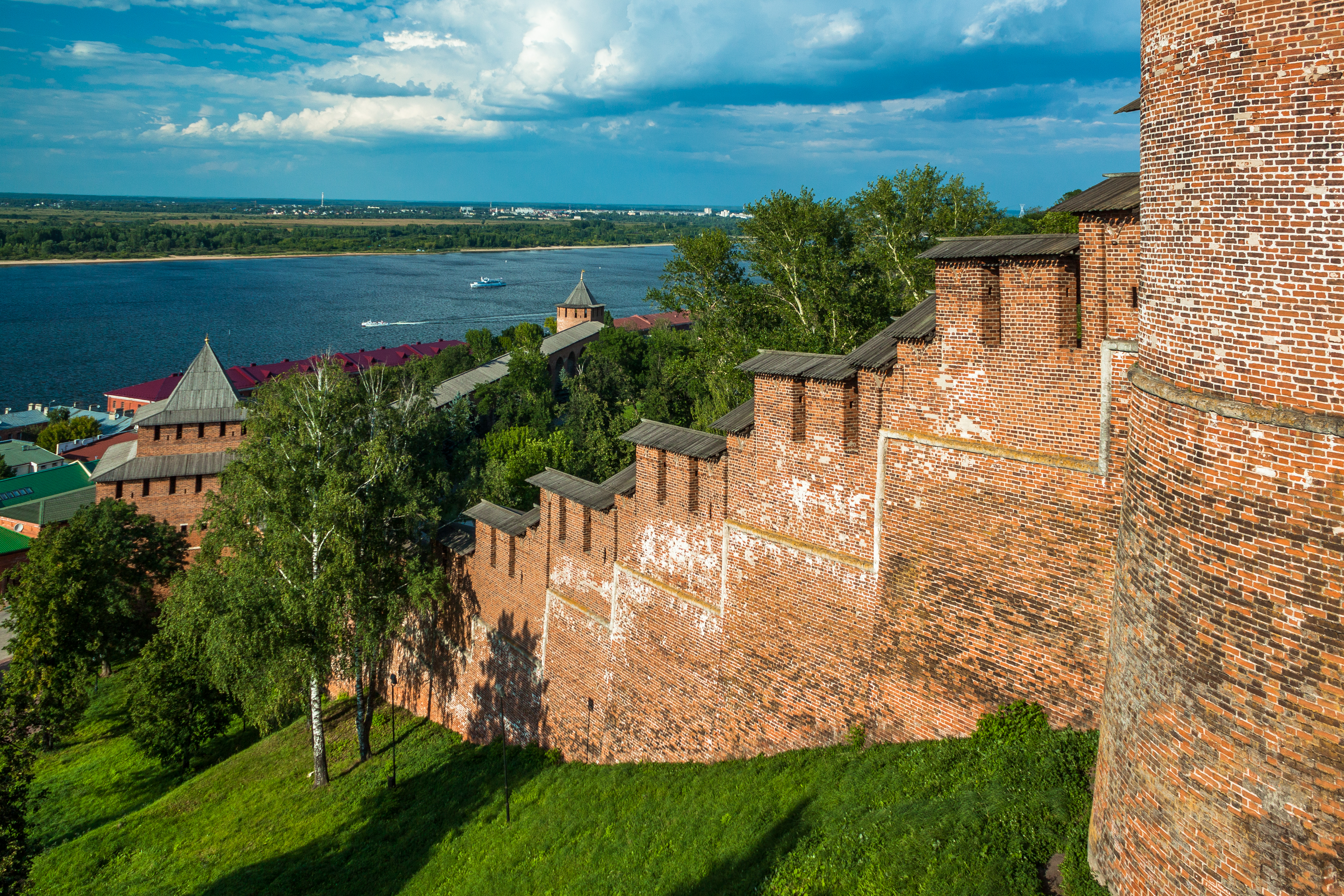
Фортечна стіна Нижньогородського кремля

До теперішнього часу збереглися або були відновлені всі 13 веж кремля. Проти годинникової стрілки:
1. Георгіївська вежа — названа так через сусідство з посадською Георгіївською церквою. Квадратна 4-х ярусна вежа, до XVII століття — з підйомним мостом.
2. Борисоглібська вежа — від назви церкви на честь святих Бориса і Гліба, що стояла нижче кремля, біля берега Волги. До 1622 була заново перебудована. В результаті постійних переміщень ґрунту вежа зруйнувалася, і була остаточно розібрана в 1785 році. У 1966 році були розкопані залишки Борисоглібській вежі, а в 1972 році вежа була знову зведена на первісному місці.
3. Зачатівська (Зачатская) вежа — названа через розташований поруч зачатівський монастир. Іноді згадується як Живоноснівська вежа (по церкві й монастирю на честь Живоносного джерела) або Біла (за аналогією з сусідньої). Двоярусна квадратна вежа з воротами. Зруйнована зсувом у XVIII столітті, відновлена у 2012 році[1].
4. Біла вежа — отримала назву завдяки білокам'яному облицюванню нижньої частини зовнішнього фасаду. Пізніша назва XVII—XVIII століття — Симеонівська, в честь Симеонівського монастиря, розташованого поряд з нею всередині кремля. Кругла 4-х ярусна вежа.
5. Іванівська вежа — названа так через розташування по сусідству з посадською церквою Іоанна Предтечі.
6. Годинна вежа — отримала назву завдяки годиннику, встановленому на ній у XVI столітті.
7. Північна вежа — отримала назву через своє північне розташування щодо інших кремлівських веж. Також була відома як Іллінська, оскільки знаходилася навпроти посадської церкви Іллі Пророка в Започаїні.
8. Тайницька вежа — названа так завдяки «таємному ходу» в стіні біля неї до річки Почайни. Іменувалася також Мироносицькою — по церкви Дружин-Мироносиць на іншій стороні Почаїнского яру.
9. Коромислова вежа — завдяки нібито похованій під нею легендарною дівчиною з коромислом.
10. Нікольська вежа — завдяки сусідству з посадською церквою Миколи Чудотворця. У вежу веде пішохідний міст над Зеленським з'їздом, побудований в 1980-ті рр.
11. Комірна вежа — служила складським (комірним) місцем. Також називалася Круглою, Цейхгаузною (цейхгауз — нім. Військова комора) і Олексіївською — поряд знаходилася Олексіївська церква.
12. Дмитрівська вежа — названа на честь великого князя нижньогородського Дмитра Костянтиновича. За іншою версією, назва пов'язана з церквою в ім'я святого великомученика Димитрія Солунського, побудованої князем Дмитром перед вежею в 1378 році. Вперше згадується в 1372—1374 роках, вважається найстарішою вежею, але сучасний вигляд отримала в 1895 при пристосуванні під Художній музей (нині в ній розташований виставковий зал). На ній встановлений герб міста та надбрамна ікона канонізованого засновника міста, князя Юрія Всеволодовича.
13. Порохова вежа — використовувалася для зберігання пороху та інших боєприпасів. Пізніші назви — Спаська (перебувала поруч зі Спасо-Преображенським собором) і Стрілецька (поруч зі стрілецькою слободою). Кругла 4-х ярусна вежа. Фронтальних бійниць у нижніх ярусах немає, тобто вежа відіграє роль капоніра для ведення підошвенного вогню уздовж прилеглих фортечних стін.

Вежі:
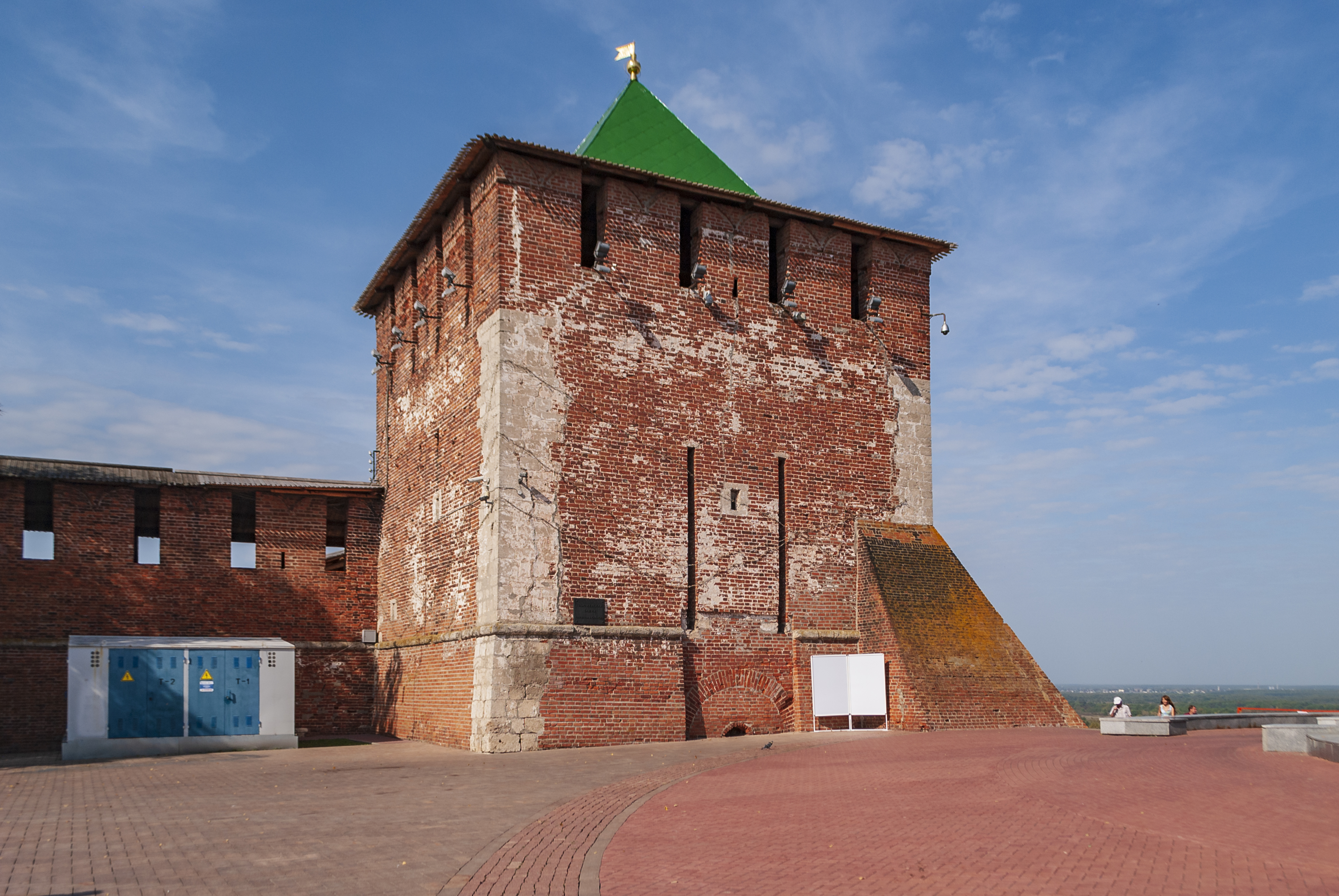
Георгіївська
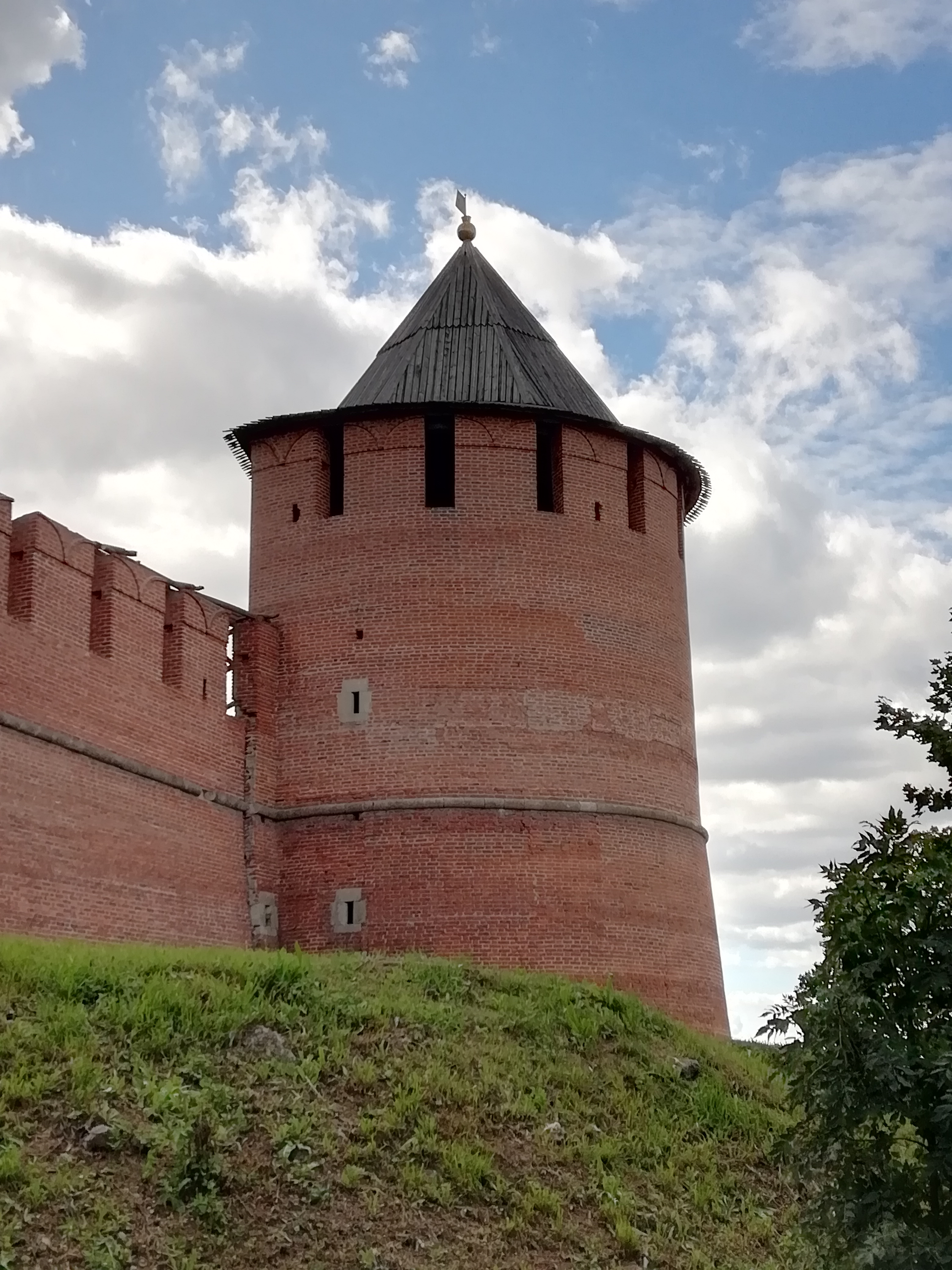
Борисоглібська
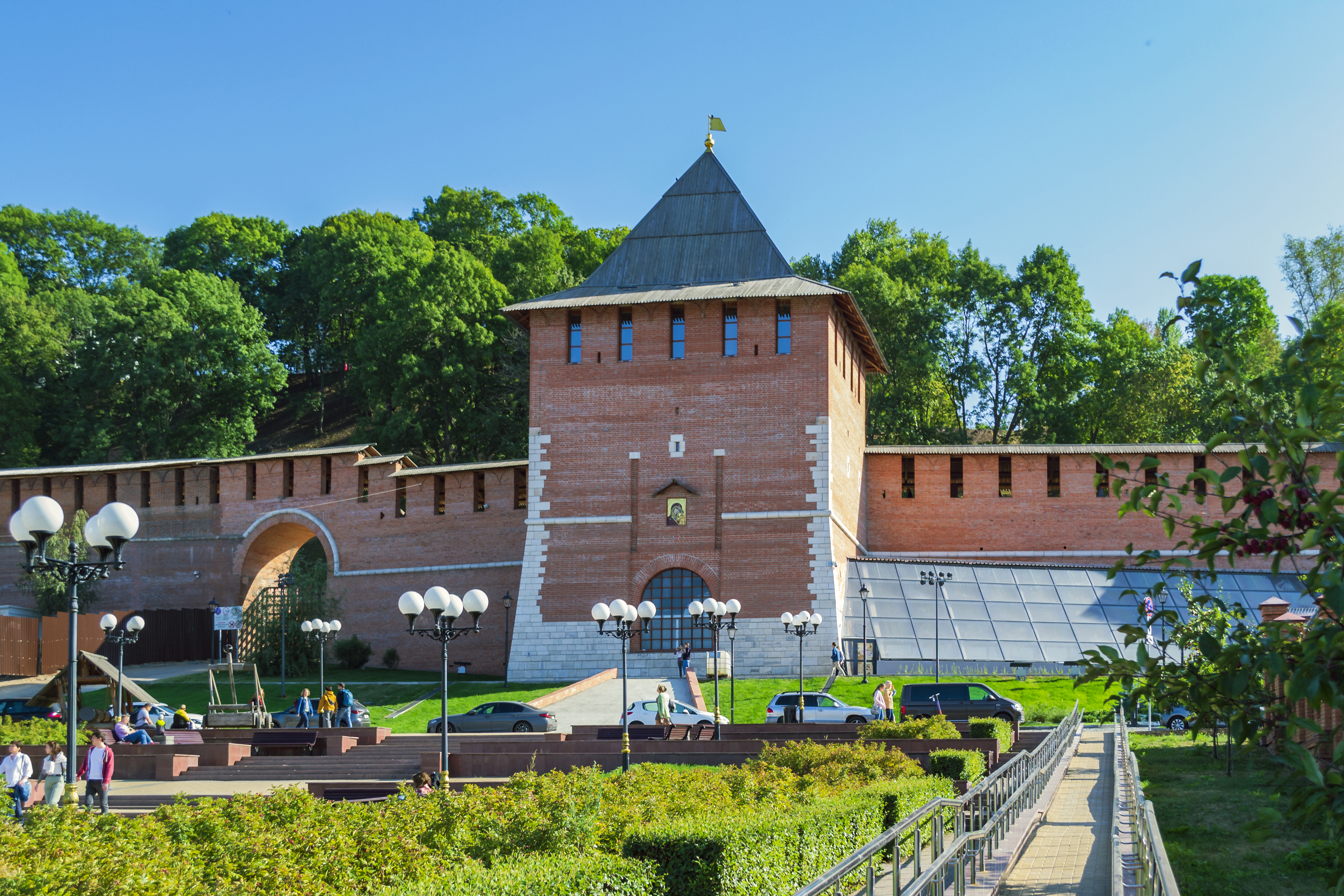
Зачатівська
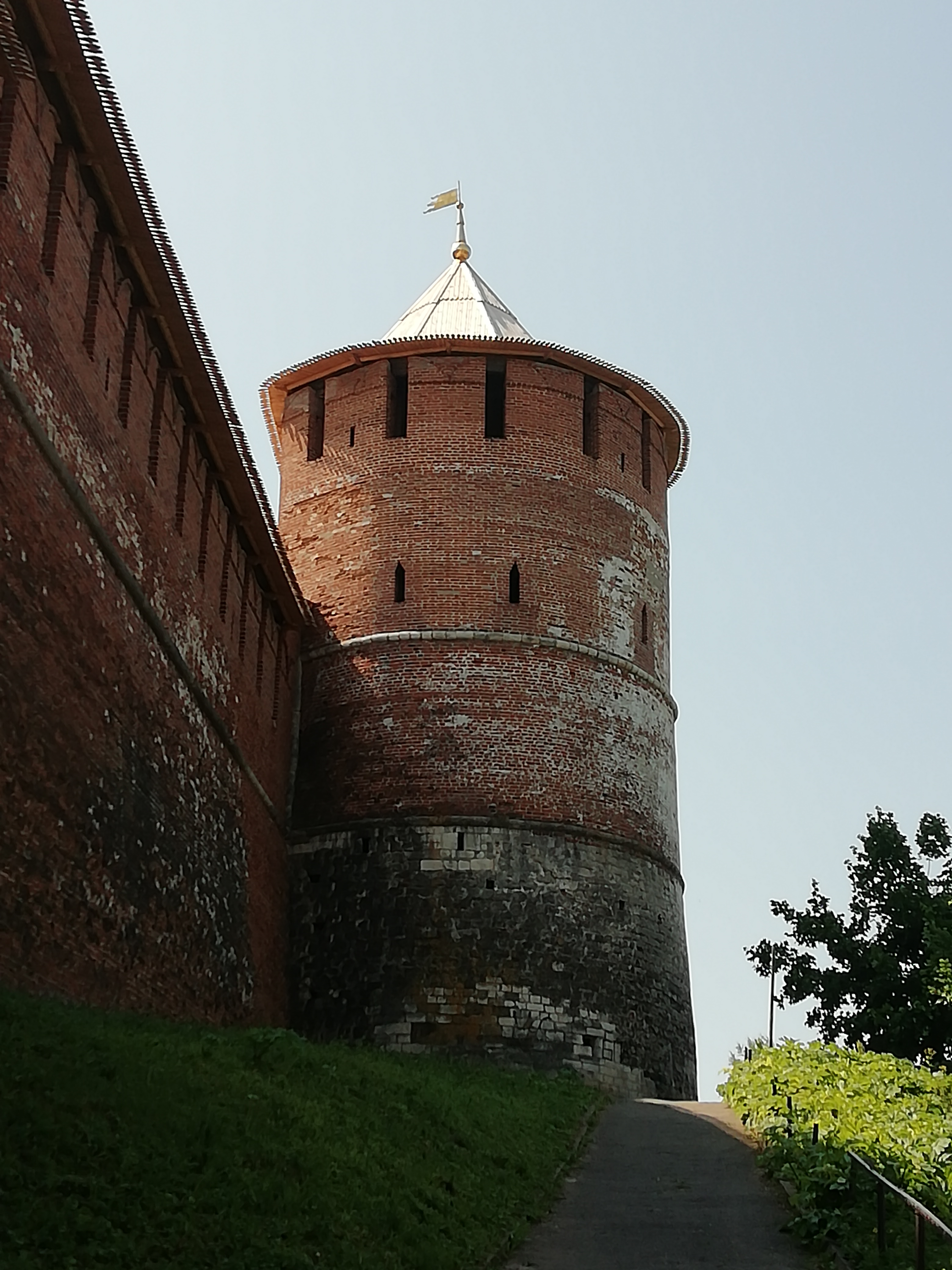
Біла
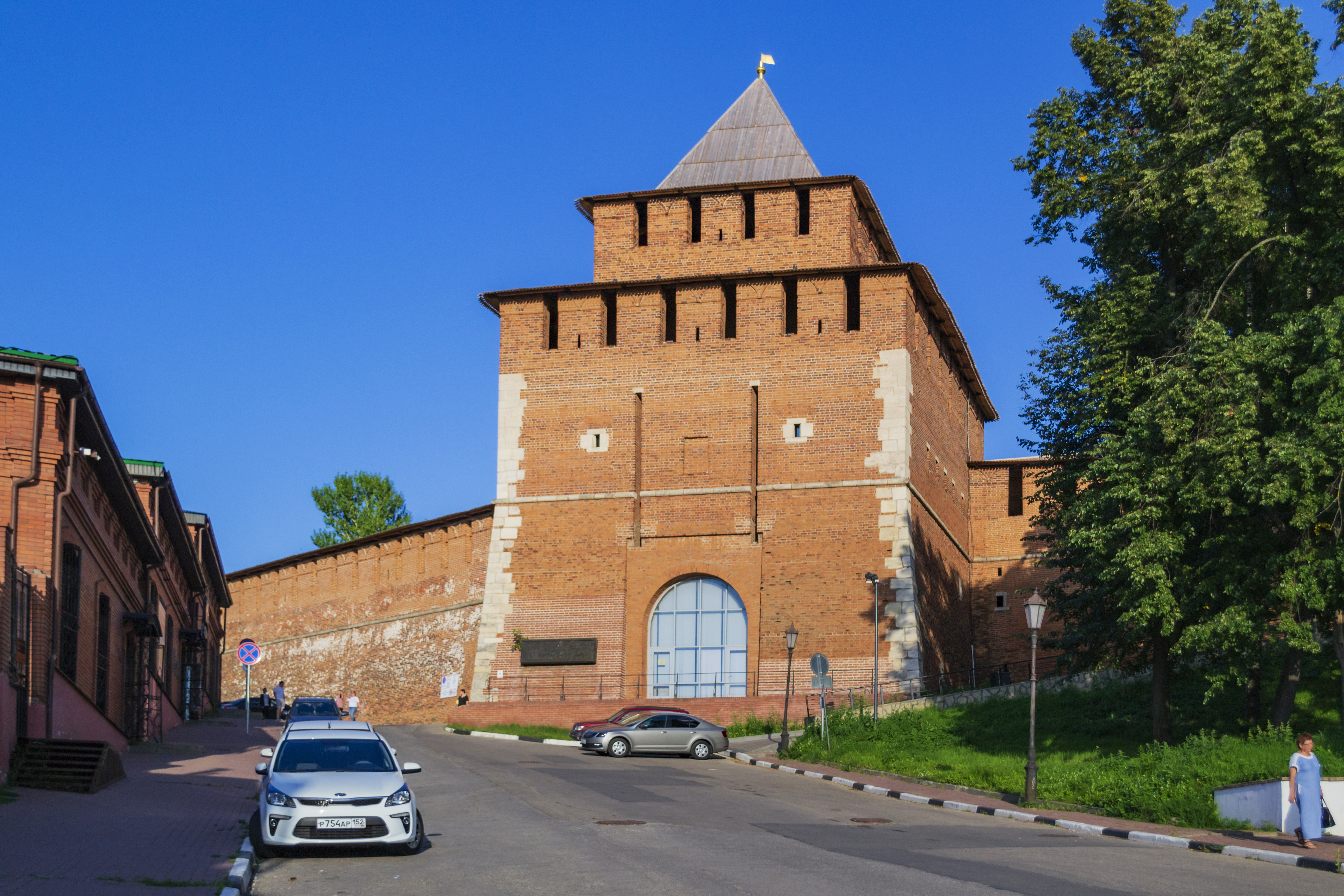
Іванівська
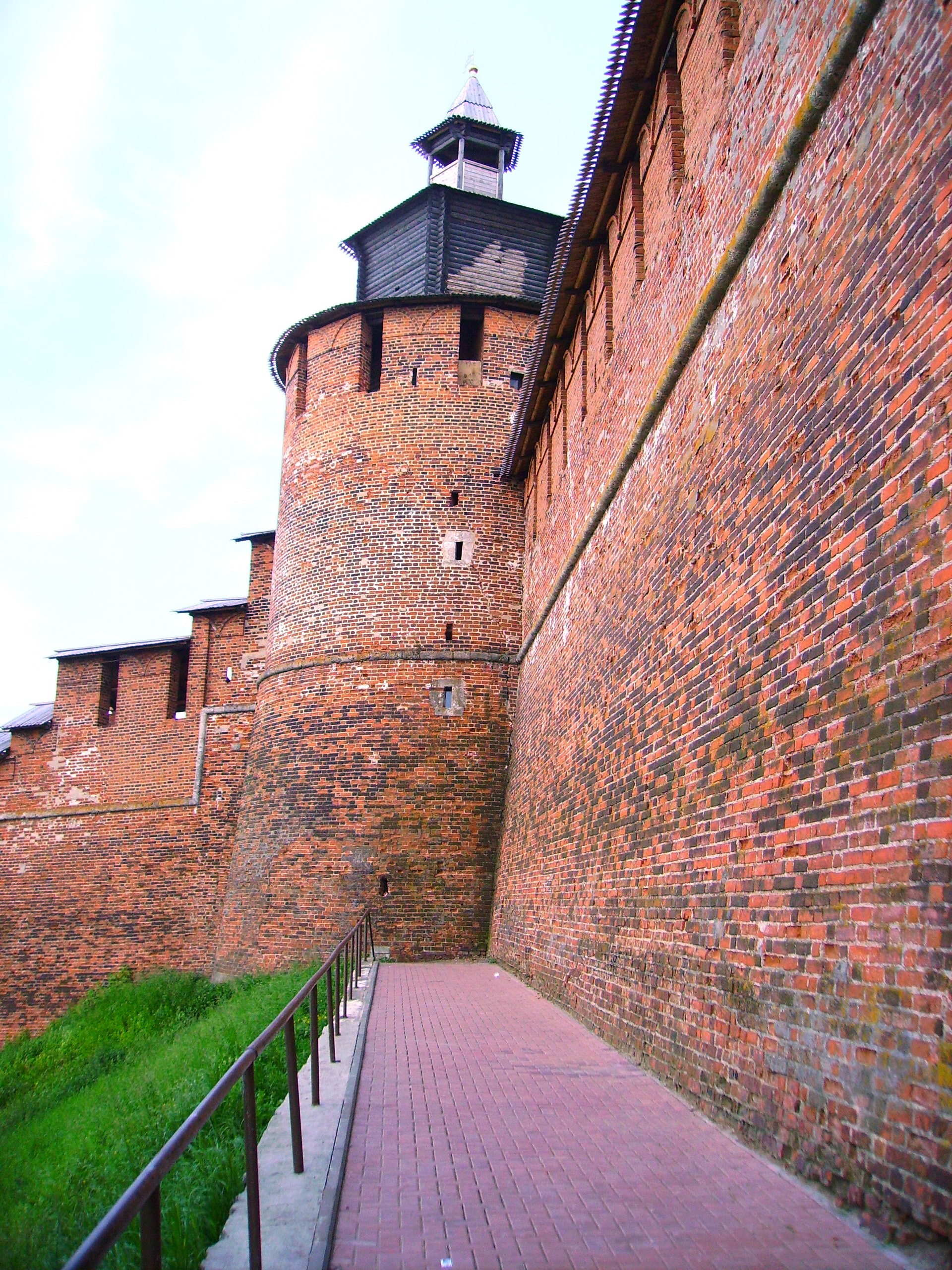
Чотова
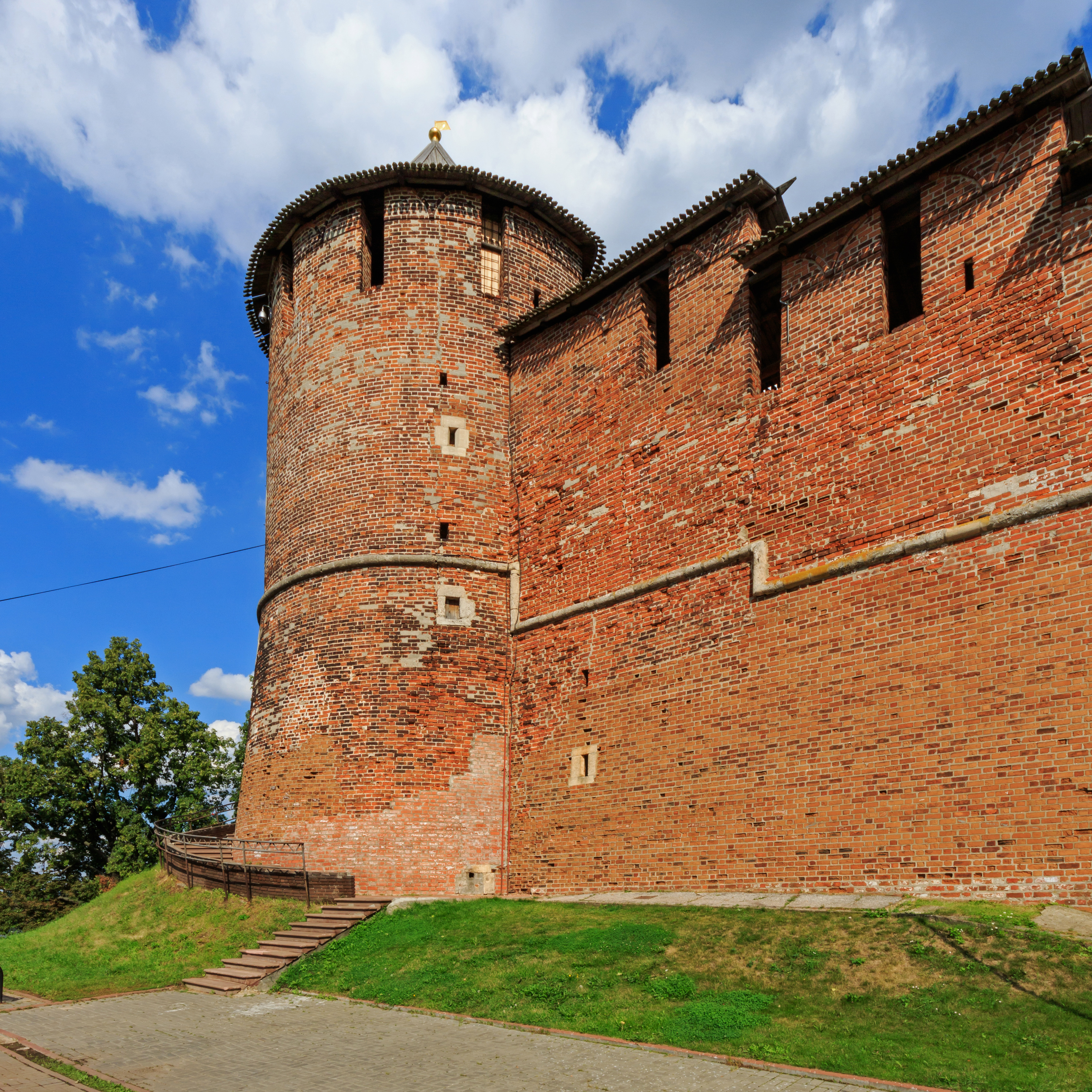
Північна (Іллінська)
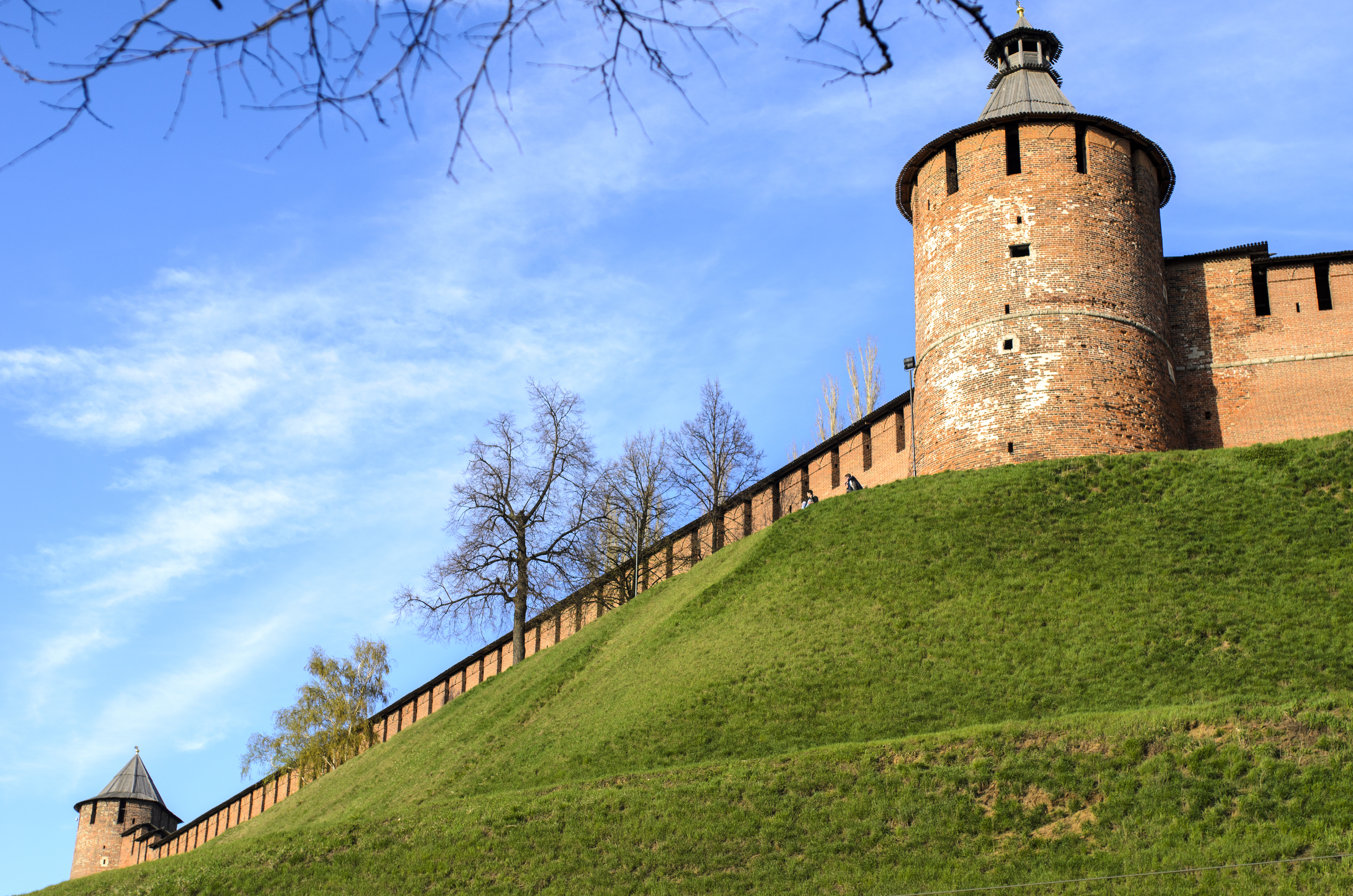
Тайницька
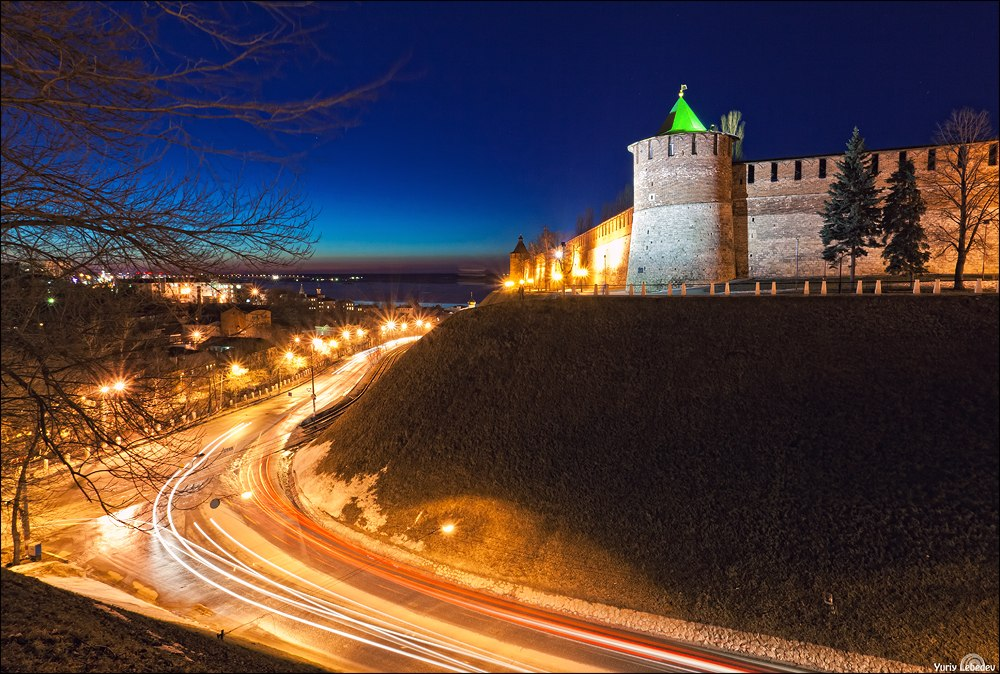
Коромислова
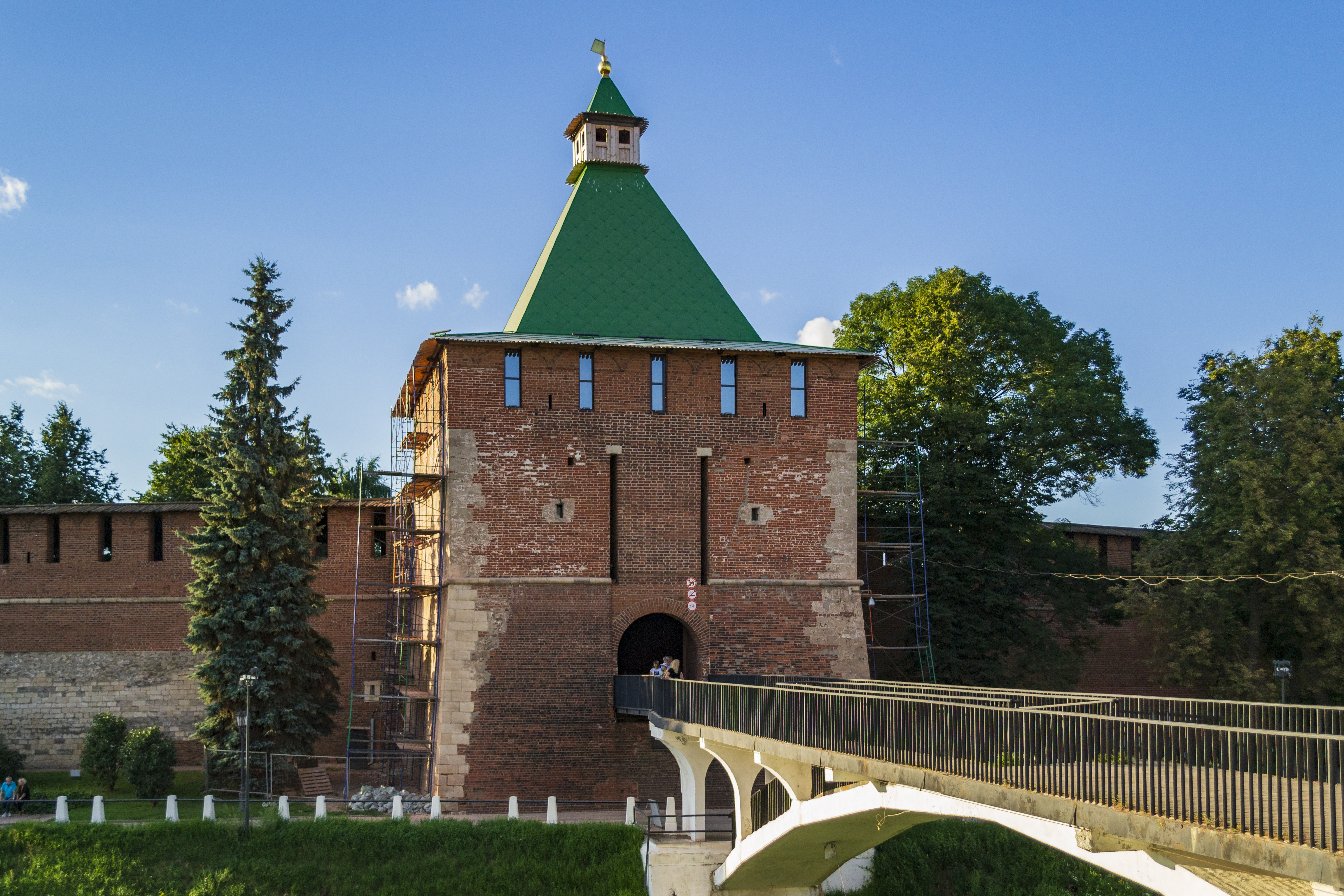
Нікольська
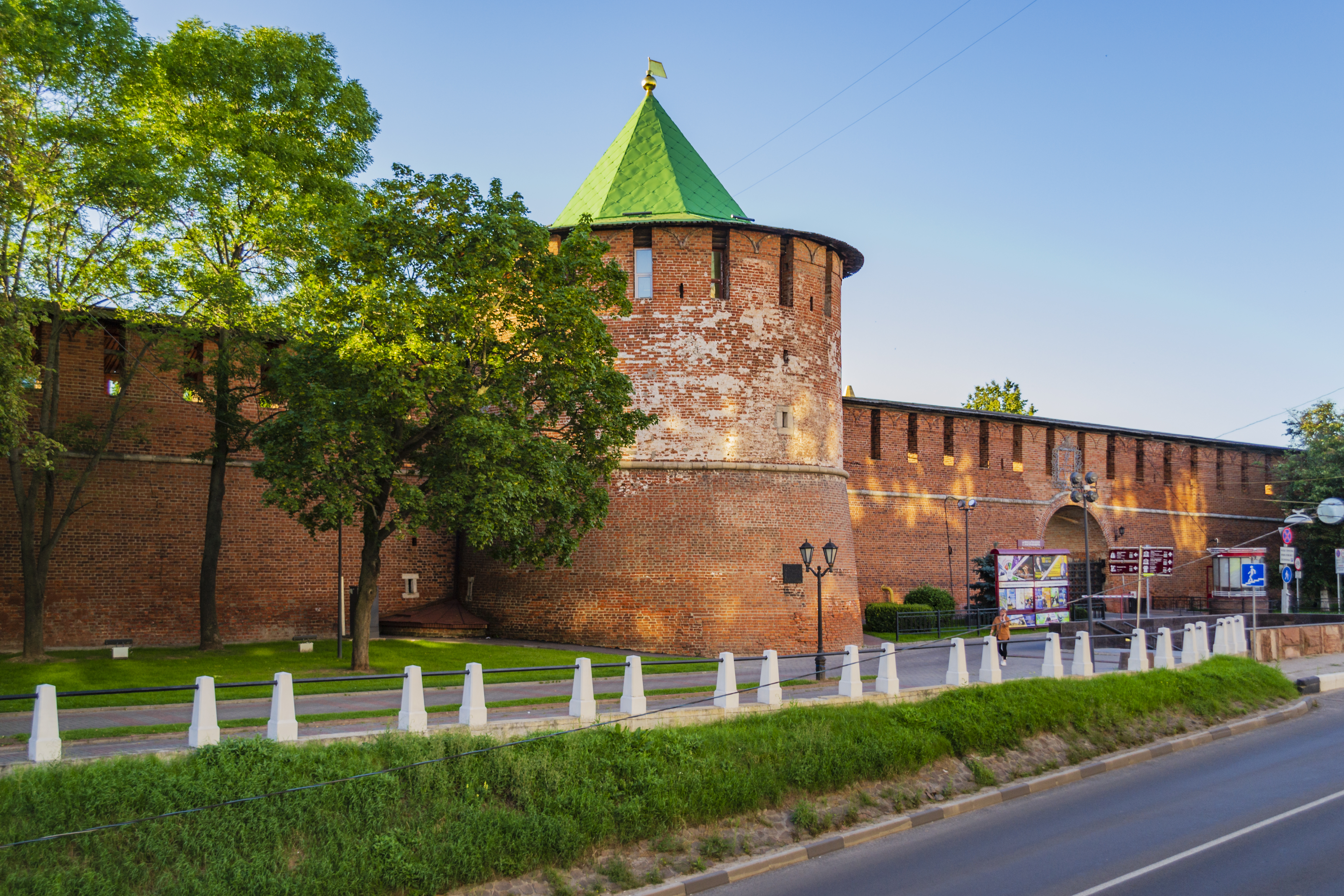
Комора
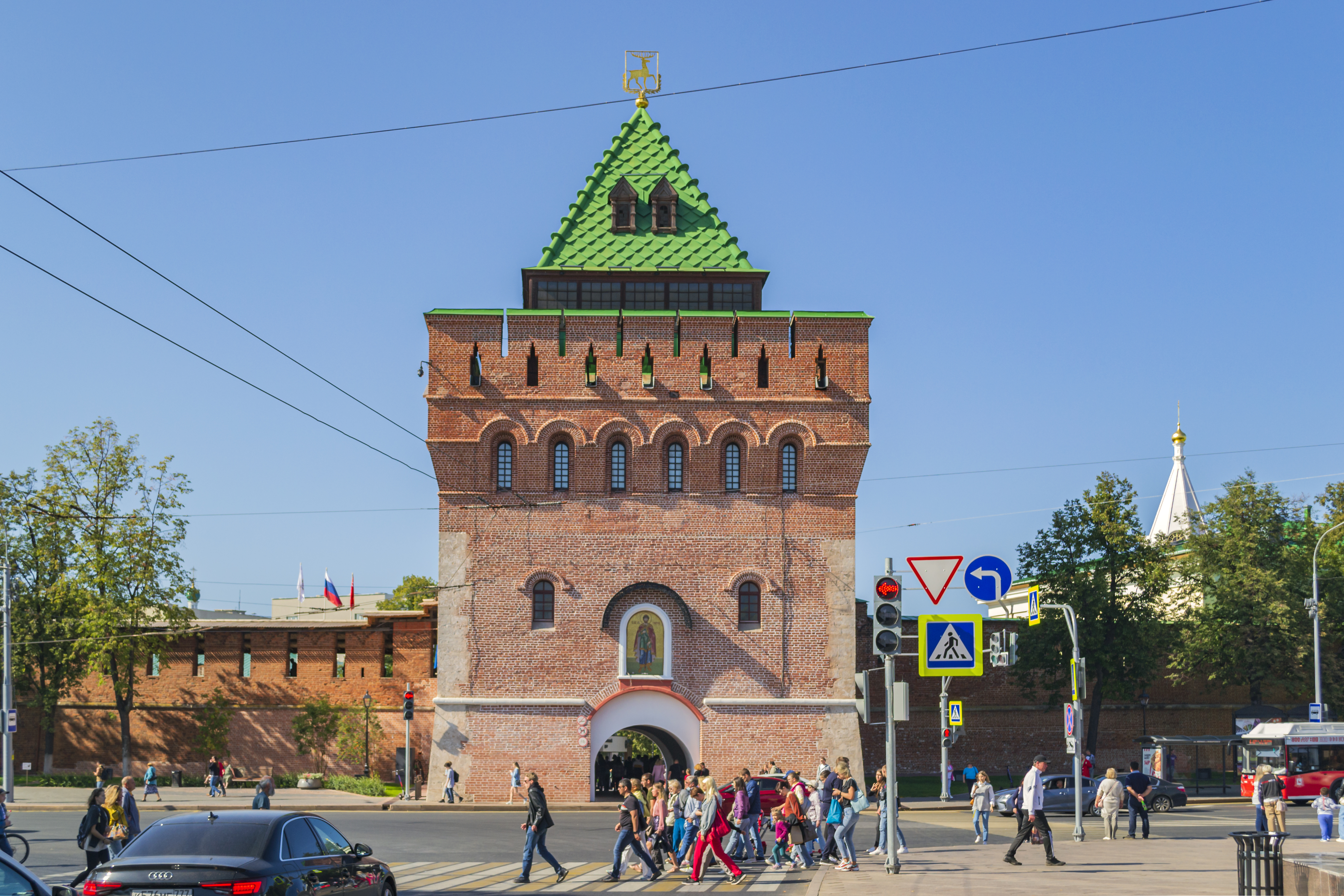
Дмитрівська
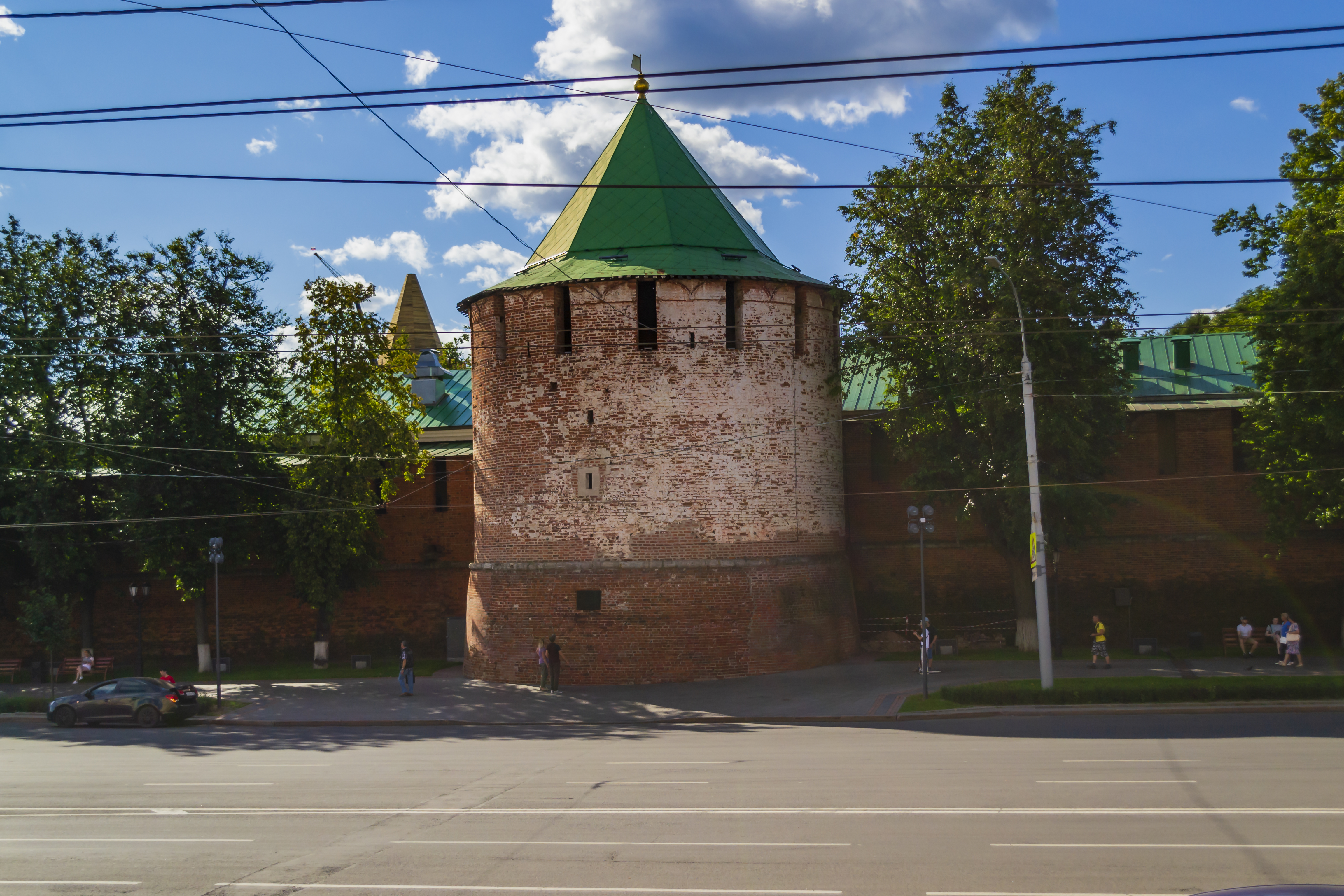
Порохова